# Audiencia de televisión en Argentina
En Argentina, la audiencia de televisión comenzó a medirse en la década de 1970, a dos décadas del nacimiento, el 17 de octubre de 1951, de este medio de comunicación en el país. La medición de rating representa un factor clave para la pauta publicitaria, tanto privada como pública.

## Historia de las mediciones

### Los comienzos
El primer organismo nacional especializado en recaudar información sobre gustos populares en materia televisiva fue el Instituto Verificador de Audiencias (IVA), entidad sin fines de lucro formada por los canales, los anunciantes y las agencias de publicidad. Sin embargo, la primera medición hecha como servicio sistemático la realizó la empresa IPSA —propiedad de la norteamericana Nielsen—, que en la década del 70 comenzó a contabilizar telespectadores con el sistema de cuadernillos.
En 1972 nace Mercados y Tendencias, que se encargaba de medir la audiencia sólo en la Capital Federal. Lo hizo con el mismo sistema hasta principios de 1980, cuando inauguró en la Argentina lo que se llamó el home meter, un aparato electrónico que monitoreaba sólo la sintonía del televisor. Como el aparato en cuestión no permitía ingresar datos relativos a la composición de la audiencia —como edades, sexos, estudios, etcétera—, era necesario completar la información anotándola en papel. Por entonces, Buenos Aires fue la octava ciudad del mundo en mecanizar su medición. Sin embargo, este sistema era deficiente, ya que según Rival, gerente comercial de dicha empresa, «la gente registraba cualquier cosa en las planillas y el aparato marcaba otra. Entonces había que ir hasta ese hogar y preguntarles quiénes habían visto determinado programa realmente, además de recordarles que el aparato funcionaba, que no era un adorno. Por eso, ese sistema daba resultados tardíos». 
Años más tarde, hacia 1992, IPSA, a través de un sistema manual de consulta, a la que se sumó Mercados y Tendencias, se implementó el set meter.

### Llegada del Grupo Ibope y elpeople meter
En el año 1992, llegó al país Ibope, actual Kantar Ibope Media, con el sistema people meter, que luego comenzó a ser utilizado por todas las medidoras. Esta nueva tecnología, asegura otro tipo de medición debido a que permite la discriminación de la audiencia en género, edad, clase media y demás. Según una investigación de Marina Gambier, del periódico argentino La Nación, «se conecta mediante una sonda a las radiaciones de sonido e imagen sin necesidad de abrir el televisor que, por comparación con el registro interno del meter, verifica la señal que se está transmitiendo en el momento. Cuando la persona aprieta el botón del control remoto que le corresponde para activar el mecanismo —cada miembro de la familia tiene su propio botón para identificarse como espectador—, todas las situaciones que se dan frente a los televisores de la casa se almacenan y quedan registradas».

#### Controversia y falta de homologación
Hacia 1999, ambas empresas estaban en el foco del debate. Por ese entonces, las diferencias en los resultados de una y otra medidora superaban los márgenes de error de cualquier muestra estadística. Por ejemplo, Trillizos, de Telefe, medía 21.7 puntos para Ibope, y 17.3 para Mercados; o Campeones, de Canal 13, alcanzó 24.2 para Ibope, y 36.7 para Mercados y Tendencias.
Por este tema, en 1994 se formó una comisión especial entre los canales, la Asociación Argentina de Agencias de Publicidad y la Cámara Argentina de Anunciantes (llamada Comisión de Control de Medición de Audiencia, CCMA) para auditar a las tres medidoras que había en aquel momento: Mercados y Tendencias, IPPA e Ibope. De las tres, la única que no pasó los primeros controles fue la segunda, que desapareció del mercado y fue absorbida por Ibope. Luego, hubo otra auditoría a la que se presentó MyT para obtener la homologación, pero no pasó la prueba. Por ese entonces, solo Canal 13 seguía recibiendo planillas mensuales de Mercados y Tendencias, mientras que los otros cuatro canales de aire, se apoyaban en Ibope.
El 20 de julio de 1999, la Justicia ordenó a la empresa Ibope Argentina, que deje de medir y publicar los datos de audiencia del programa Indiscreciones —que conducía Lucho Avilés los mediodías por ATC—, hasta que la empresa «obtenga la homologación de los estándares de calidad que otorga la Comisión de Control de Medición de Audiencias», convirtiéndose así en el primer programa de la televisión argentina que no recibió, por un tiempo, los números de audiencia.

#### Fusión de ambas empresas
En junio de 1999, tras dos meses de negociaciones, Ibope compró a Mercados y Tendencias, en una cifra aproximada de 4 millones de dólares, quedando a cargo de Ibope la medición de rating en Argentina. Tras la venta, los servicios de ambas empresas se fusionaron, lo que permitió a Ibope asegurarse poder presentarse sin problemas a la nueva auditoría que propuso la Comisión de Control de Medición de Audiencias, ya que Ibope no pasó ese examen de calidad previamente y tenía plazo hasta el 30 de julio de 1999 para corregir los errores detectados en aquella oportunidad.
Por entonces, Paulo Pinheiro de Andrade, director general de Ibope Brasil manifestó: «Haremos una reestructuración de los servicios de investigación de audiencias y opinión pública que concentra Ibope en el país. Ibope se hará cargo de las mediciones de audiencias de televisión, y Mercados y Tendencias se dedicará a la investigación de los otros medios: gráfica y radio. Ibope absorberá los clientes de Mercados y aprovechará lo mejor de la empresa para mejorar el servicio».

### Consolidación de Ibope y actualidad
A fines de diciembre de 2014, Ibope fue adquirida por el grupo Kantar Media, renombrándose como Kantar Ibope Media. Desde hace muchos años quedó como la empresa de referencia en la industria televisiva, tanto para los canales como para los medios publicitarios. Actualmente, mide el consumo de televisión en nueve plazas de la Argentina: Ciudad de Buenos Aires y GBA, Córdoba, Mendoza, Rosario, Alto Valle, Bahía Blanca, Mar del Plata, Santa Fe/Paraná y Tucumán. Para estimar las mediciones de un día, Kantar Ibope divide al día en tres: Primera tarde (que comprende de 12 a 16 horas), Segunda tarde (que va de 16 a 20) y Prime time (que contempla de 20 a 00). Una vez obtenidos los promedios de cada franja horaria, se utilizan para encontrar la media que el canal obtuvo en el día.

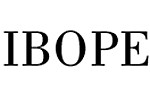
Ibope, que llegó a Argentina a mediados de los 90, quedó sola en el mercado a fines de siglo.

A su vez, Kantar Ibope diferencia dos tipo de índices de audiencia: el índice de audiencia hogares, que mide cuantos hogares están viendo determinado programa o canal, y el índice de audiencia personas, que mide cuantas personas están viendo en ese determinado momento. El índice de audiencia se mide minuto a minuto, pero las planillas diarias que son entregadas cada día a los programadores, está dividido por bloques horarios, por programas y dentro de cada tramo horario está dividido cada 15 minutos. Otro indicador importante cuyo resultado es relevante para la medición es el "share", o cuota de encendido. Así como el índice de audiencia indica la cantidad de gente viendo un programa, el "share" es el porcentaje que ese número significa sobre el total del encendido en ese momento.

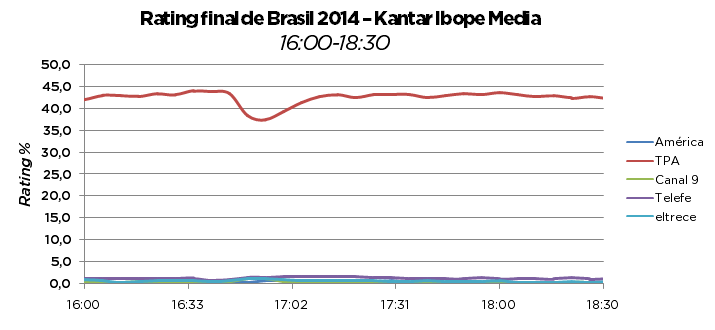
Rating en televisión abierta, según Kantar Ibope, durante la final de Brasil 2014, desde las 16:00 hasta las 18:30 (UTC-3), donde la TPA sacó casi 40 puntos de ventaja.

Desde hace ya algunos años, la televisión abierta argentina va perdiendo encendido, debido al aumento de la industria del cable y de las posibilidades que ofrece internet para seguir la programación diaria, entre otros motivos. Esto, genera que se pierda uno o dos puntos por años de encendido (total de suma de rating de los canales de aire), y que los programa más vistos oscilen entre los 15 y 25 puntos, muy diferente a lo que pasaba antes de la llegada de la TV paga, en donde los programas frecuentaban 40, 50 y hasta 60 puntos.
En 2005, la televisión abierta tenía un promedio de 11.94 puntos de rating (y 65,55% de share), frente a 6.28 de la televisión paga (y 34,45%). Desde entonces, año tras año hasta 2014, fue perdiendo entre uno y medio punto de audiencia con la televisión por cable, que la superó 8.61 a 8.41 en rating, 50,60% a 49,40% en porcentaje de audiencia. En 2015, esta ventaja se amplió a más de un punto.
Hoy en día, dicha tendencia es una realidad, al punto de que señales de cable superan en audiencia a las de aire, aunque es excepción cuando se realizan transmisiones deportivas, como mundiales o superclásicos, en donde se promedia hasta casi 50 puntos en canales de aire.
A partir de octubre de 2014, se incorporó la medidora oficial PASCAL Sifema que publica diariamente datos de rating y share, aunque a diferencia de la brasilera Kantar Ibope, ésta contempla las 24 horas del día para los resultados finales. Hoy en día continua con las mediciones, a pesar de no haber difundido los datos por mucho tiempo, entre diciembre de 2015 y enero de 2016.
A mediados de 2015, se instaló una nueva medidora, SMAD (Sistema de Medición de Audiencia Digital), una empresa que trabaja con un sistema distinto al tradicional. Con un universo de hogares mayor al de Kantar Ibope, SMAD lo hace a través de un sistema que produce información sobre los consumos audiovisuales de la población. Dichos datos, se cargan al sistema de manera definitiva, sin ponderación ni validación, y en el análisis permite discriminar las señales en HD entre otras cosas.

### Medición de rating en Twitter
A partir del período abarcado por la semana del 16 al 22 de enero de 2017, Kantar Ibope comenzó a medir y difundir la audiencia en Twitter de los programas de televisión abierta transmitidos en Argentina —excepto eventos deportivos—. Así, bajo el nombre de Kantar Twitter TV Ratings, se entrega semanalmente los datos correspondientes a las emisiones.
Según informó la empresa, de dichos datos se desprenden las impresiones (cantidad de veces que fueron vistos los tuits relacionados con un programa durante su horario de exhibición), los autores únicos (número de diferentes cuentas de Twitter que hicieron al menos un comentario sobre determinado programa durante su horario de exhibición), y los tuits (número total de tuits relacionados con un determinado programa durante su horario de exhibición). A su vez, aclara que la colecta de datos de cada programa es realizada a lo largo de todo el día, pero para el ranking son considerados solamente los tuits enviados desde el primero hasta el último minuto de exhibición del programa.

### TV Extendida, una forma de hacer frente a la caída de rating
En los últimos años, la forma de consumir televisión y contenidos ha cambiado, en toda la industria televisiva mundial. A sabiendas, el encendido de la televisión tradicional, bajo los métodos de medición clásicos, resulta hoy en día insuficientes y arcaicos. Ezequiel Claviño, de Google Argentina, comentó: «la experiencia [hoy] tiende a ser multimedia, on demand y con nuevos ingredientes que tienen que ver con más libertad y capacidad de elección para los usuarios». Los hábitos de consumo han cambiado, tanto que hoy por hoy el uso de los smartphones, o de las plataformas de streamming prácticamente igualan o superan al servicio de televisión tradicional.
Por eso, y para aggionarse con el resto de la industria mundial —como el caso de la televisión en los Estados Unidos—, Kantar Ibope Media anunció a fines de 2018 que, para el cuatro trimestre del 2019, se lanzará TV Extendida, que consiste en medir el índice de audiencia de todos los programas de TV que se miren en vivo y/o en diferido (hasta siete días después de su emisión, —conocido como Live+7— en todas las plataformas posibles: TV, PC y notebook, tableta y/o celular.
Según Ariel Hajmi, director general de dicha empresa, la implementación de este paso tiene que ver con un cambio de rol a nivel mundial de las empresas que miden audiencia, lo que implicó a la compañía un trabajo «descomunal», debiendo cambiar la forma técnica en que Kantar Ibope Media mide la audiencia televisiva en Argentina.

## Liderazgo de audiencia
Desde que se tienen disponibles registros del rating, a partir de 1985, hasta la actualidad, se menciona cuál ha sido el canal de aire más visto en Capital Federal y Gran Buenos Aires y con qué cuota de pantalla, según las mediciones de Kantar Ibope Media. 
Telefe, históricamente, ha sido el canal más visto de la televisión abierta, siendo líder en audiencia 26 años, de los cuales 19 fueron consecutivos, extendiéndose durante las décadas de 1990 y 2000. Por su parte, Canal 9 aventajó los primeros cinco años de mediciones, llegando a récords absolutos de audiencia en el mundo en esa época, con casi el 45% de audiencia. En tanto, Canal 13, fue la señal más vista en dos oportunidades. Cabe destacar que en el 2015, Canal 13 y Telefe tuvieron el primer empate en la historia de la televisión argentina, promediando ambos canales 8.4 puntos. Sin embargo, Telefe logró una diferencia de 0.06 puntos, hecho que se dio a conocer cuando la empresa Kantar Ibope difundió los datos definitivos.
Al dominio que se le atribuye a Telefe, hay que sumarle que también es líder en audiencia virtual, teniendo más repercusión que los demás canales en las redes sociales. Sin embargo, en dicho campo, es menor la diferencia que lo separa de su principal competidor, Canal 13.
Durante 2024 Telefe venció al eltrece por casi 5.0 puntos de rating, una diferencia que no se registraba desde casi 20 años atrás, cuando en 2025 el canal de Martínez le sacó al de calle Constitución 4.9 puntos de ventaja.
| Año  | Canal   | Rating %    |
| ---- | ------- | ----------- |
| 1985 | Canal 9 | 12.5        |
| 1986 | Canal 9 | 11.9        |
| 1987 | Canal 9 | 15.1        |
| 1988 | Canal 9 | 12.5        |
| 1989 | Canal 9 | 14.3        |
| 1990 | Telefe  | 16.2        |
| 1991 | Telefe  | 15.1 (+4.3) |
| 1992 | Telefe  | 14.0 (+4.9) |
| 1993 | Telefe  | 13.2 (+3.9) |
| 1994 | Telefe  | 11.5 (+0.1) |
| 1995 | Telefe  | 12.2 (+1.8) |
| 1996 | Telefe  | 11.6 (+2.4) |

| Año  | Canal  | Rating %    |
| ---- | ------ | ----------- |
| 1997 | Telefe | 13.5 (+3.6) |
| 1998 | Telefe | 12.5 (+3.2) |
| 1999 | Telefe | 13.5 (+3.4) |
| 2000 | Telefe | 12.7 (+4.0) |
| 2001 | Telefe | 13.0 (+4.6) |
| 2002 | Telefe | 11.2 (+0.8) |
| 2003 | Telefe | 12.5 (+1.7) |
| 2004 | Telefe | 14.5 (+4.1) |
| 2005 | Telefe | 14.3 (+4.9) |
| 2006 | Telefe | 14.4 (+3.1) |
| 2007 | Telefe | 13.0 (+0.9) |
| 2008 | Telefe | 11.4 (+0.1) |

| Año  | Canal    | Rating %    |
| ---- | -------- | ----------- |
| 2009 | Telefe   | 11.6 (+1.7) |
| 2010 | Canal 13 | 10.1 (+0.2) |
| 2011 | Canal 13 | 10.5 (+1.0) |
| 2012 | Telefe   | 11.2 (+1.8) |
| 2013 | Telefe   | 8.6 (+0.6)  |
| 2014 | Telefe   | 8.9 (+1.3)  |
| 2015 | Telefe   | 8.4 (+0.06) |
| 2016 | Telefe   | 8.9 (+0.5)  |
| 2017 | Telefe   | 8.2 (+0.2)  |
| 2018 | Telefe   | 7.7 (+0.96) |
| 2019 | Telefe   | 7.7 (+0.8)  |
| 2020 | Telefe   | 8.0 (+2.0)  |

| Año  | Canal  | Rating %  |
| ---- | ------ | --------- |
| 2021 | Telefe | 9.0(+2.9) |
| 2022 | Telefe | 8.6(+2.7) |
| 2023 | Telefe | 8.2(+3.2) |
| 2024 | Telefe | 7.8(+3.0) |

Datos de Kantar Ibope Media; correspondiente a la plaza GBA — Target: total hogares — Franja horaria de 12 a 24 hs.
- Entre paréntesis, la diferencia que el canal más visto le sacó al segundo. Corresponde a la diferencia que Telefé le sacó a Canal 13, excepto en los años 2010 y 2011 (que fue al revés), y en 1991, en el que el nueve ocupó el segundo lugar.

## Récords derating
En materia de audiencia individual, la pelea entre Ringo Bonavena y Muhammad Ali el 7 de diciembre de 1970 marcó picos de 90 puntos (estimando una media de aproximadamente 75/80 puntos), que transmitió Canal 13. También cabe destacar el casamiento de Palito Ortega en 1967, que se transmitió en Sábados circulares, que tuvo un share de 82%, sobre el total de televisores del momento. Una vez que se creó el sistema actual de medición, ¡Grande, Pa! alcanzó los 62 puntos.
Por otro lado, en transmisiones en las que participan más de un canal, los más altos niveles de audiencia se han registrado en eventos deportivos, más específicamente en mundiales de fútbol, en los que toma participación el seleccionado local. Dicha tendencia, que se ha repetido desde la transmisión de Argentina 1978, ha establecido marcas históricas, rondando los 60, 70 y hasta 80 puntos de rating.
Durante México 86, mundial que ganó el equipo nacional de Argentina, los promedios de rating que dejaron los partidos del seleccionado llegaron a marcar 86.4 puntos, sumando todos los canales de aire; años más tarde, dichas cifras se volvieron a aproximar, marcando promedios de 64.1 en Estados Unidos 1994 con la selección a punto de quedarse fuera de Octavos de final. En Francia 1998, en transmisiones sumadas de tres pantallas, el rating llegó a picos de 73.9 puntos.
En la última década, la marca individual más alta de un canal es de 53.1, obtenida por Telefe, el 3 de julio de 2010, en el marco de los cuartos de final de la Copa Mundial de la FIFA Sudáfrica 2010. Dicho certamen le arrojó al canal promedios diarios de casi 25 puntos, sobrepasando los 50 en algunos partidos. En cuanto a promedio general, la marca es de la TV Pública, que el 5 de julio de 2014, con la transmisión exclusiva de dos partidos de cuartos de final del Mundial de fútbol Brasil 2014 (Argentina contra Bélgica, y Holanda contra Costa Rica), logró un promedio general en el día de 23.6, sacándole más de 15 puntos a los habituales canales más vistos. En ese mismo mundial, durante el histórico Brasil 1:7 Alemania en semifinales, la Televisión Pública Argentina tuvo un pico de 51.5 (que si se sumase a los abonados de DirecTV, el número oscilaría casi en 75 puntos).
En los últimos años, sólo han sido asemejados dichos números de una cobertura de fútbol por la transmisión del Argentina Debate: balotaje, que en una entrega conjunta de los cinco canales de aire y seis de cable, promedió en total 54.8 puntos, de los cuales 41.9 se consiguieron en la televisión abierta, alcanzando un pico general de 58.2. Esta marca superó a la que obtuvieron la Televisión Pública Argentina y TyC Sports en la final de Brasil 2014, con 52.8 de acumulado.

### Ficciones más vistas delprime timedesde 1999
| #  | Ficción                   | Canal(es)       | Años      | Horario      | # temporadas | # episodios | Rating | Ref.          |
| -- | ------------------------- | --------------- | --------- | ------------ | ------------ | ----------- | ------ | ------------- |
| 1  | Valientes                 | Canal 13        | 2009–2010 | 21:30        | 1            | 218         | 27.3   | [ 66 ]        |
| 2  | Sos mi vida               | Canal 13        | 2006-2007 | 21:30        | 1            | 231         | 26.8   | [ 66 ]        |
| 3  | Montecristo               | Telefe          | 2006      | 22:30        | 1            | 145         | 26.2   | [ 67 ]        |
| 4  | Son amores                | Canal 13        | 2002–2004 | 21:00        | 2            | 463         | 24.5   | [ 68 ]        |
| 5  | Los simuladores           | Telefe          | 2002–2004 | 23:00        | 2            | 24          | 23.9   | [ 69 ]        |
| 6  | Graduados                 | Telefe          | 2012      | 21:00        | 1            | 178         | 23.6   | [ 70 ]        |
| 7  | Malparida                 | Canal 13        | 2010–2011 | 21:30        | 1            | 175         | 22.2   | [ 71 ]        |
| 7  | Los Roldán                | Telefe, Canal 9 | 2004–2005 | 21:30, 20:30 | 2            | 410         | 22.2   | [ 72 ] [ 73 ] |
| 9  | Soy gitano                | Canal 13        | 2003-2004 | 22:00        | 1            | 239         | 21.5   | [ 74 ]        |
| 10 | Por amor a vos            | Canal 13        | 2008-2009 | 21:30        | 1            | 250         | 21.3   | [ 74 ]        |
| 10 | Son de Fierro             | Canal 13        | 2007–2008 | 21:30        | 1            | 251         | 21.3   | [ 74 ]        |
| 12 | Campeones de la vida      | Canal 13        | 1999–2001 | 22:00        | 2            | 502         | 21.1   | [ 74 ]        |
| 13 | La niñera                 | Telefe          | 2004–2005 | 21:30        | 2            | 175         | 20.9   | [ 72 ]        |
| 14 | Herederos de una venganza | Canal 13        | 2011-2012 | 21:45        | 1            | 219         | 20.6   | [ 74 ]        |
| 14 | El hombre de tu vida      | Telefe          | 2011–2012 | 23:00        | 2            | 24          | 20.6   | [ 72 ]        |
| 16 | Costumbres argentinas     | Telefe          | 2003–2004 | 21:00        | 1            | 264         | 20.3   | [ 75 ]        |
| 16 | Amor mío                  | Telefe          | 2005–2006 | 21:00        | 1            | 160         | 20.3   | [ 72 ]        |
| 18 | 099 Central               | Canal 13        | 2002      | 21:30        | 1            | 146         | 20.0   | [ 74 ]        |
| 19 | Padre Coraje              | Canal 13        | 2004      | 22:30        | 1            | 189         | 19.9   | [ 74 ]        |
| 20 | Casados con hijos         | Telefe          | 2005–2006 | 22:00        | 2            | 212         | 19.4   | [ 72 ]        |
| 20 | Resistiré                 | Telefe          | 2003      | 22:00        | 1            | 220         | 19.4   | [ 76 ]        |
| 22 | El sodero de mi vida      | Canal 13        | 2001–2002 | 21:00        | 1            | 231         | 19.2   | [ 74 ]        |
| 23 | El puntero                | Canal 13        | 2011      | 23:00        | 1            | 39          | 19.1   | [ 77 ]        |
| 24 | Dulce amor                | Telefe          | 2012–2013 | 22:45        | 1            | 301         | 18.8   | [ 78 ]        |
| 25 | Amas de casa desesperadas | Canal 13        | 2006–2007 | 23:00        | 1            | 23          | 18.2   |               |
| 26 | Educando a Nina           | Telefe          | 2016      | 21:30        | 1            | 134         | 16.0   |               |
| 27 | Las Estrellas             | Canal 13        | 2017-2018 | 21:30        | 1            | 171         | 15.2   | [ 79 ]        |

Datos de Kantar Ibope Media; correspondiente a la plaza GBA — Target: total hogares — Franja horaria de 12 a 24 hs.

#### Temporada más vista
La temporada más vista de una serie argentina desde 1999 fue la primera de Los Roldán, que promedió, durante su emisión en 2004 por Telefe, 33.1 puntos de rating. Luego la tira cambió de pantalla, desembarcando en Canal 9, donde se emitió hasta finales de 2005. La segunda temporada registró casi un 70% menos de audiencia, cerrando el año con una media de 11.4.

#### Capítulo más visto
El capítulo más visto desde 1999 fue el final de la serie Resistiré, que se emitió el 9 de diciembre de 2003. La entrega promedió 41.9 puntos de rating, con picos de 46.4. Sin embargo, la audiencia promedio de la serie fue de 19.4 puntos de rating, siendo relegada por la competencia directa, Soy gitano, de Canal 13.

## Promedios mensuales

### Quinquenio 2000-2004
| Año 2000                      | Año 2000                      | Año 2000         | Año 2000         | Año 2000         | Año 2000         | Año 2000         | Año 2000         | Año 2000         | Año 2000         | Año 2000         | Año 2000         | Año 2000         | Año 2000         | Año 2000         |
| #                             | Canal de aire                 | Rating % mensual | Rating % mensual | Rating % mensual | Rating % mensual | Rating % mensual | Rating % mensual | Rating % mensual | Rating % mensual | Rating % mensual | Rating % mensual | Rating % mensual | Rating % mensual | Rating % mensual |
| #                             | Canal de aire                 | ENE              | FEB              | MAR              | ABR              | MAY              | JUN              | JUL              | AGO              | SEP              | OCT              | NOV              | DIC              | Anual            |
| ----------------------------- | ----------------------------- | ---------------- | ---------------- | ---------------- | ---------------- | ---------------- | ---------------- | ---------------- | ---------------- | ---------------- | ---------------- | ---------------- | ---------------- | ---------------- |
| 1.º                           | Telefe                        |                  |                  |                  |                  |                  |                  |                  |                  |                  |                  |                  |                  | 12.7             |
| 2.º                           | Canal 13                      |                  |                  |                  |                  |                  |                  |                  |                  |                  |                  |                  |                  | 8.7              |
| 3.º                           | Azul TV                       |                  |                  |                  |                  |                  |                  |                  |                  |                  |                  |                  |                  | 6.5              |
| 4.º                           | América                       |                  |                  |                  |                  |                  |                  |                  |                  |                  |                  |                  |                  | 5.2              |
| 5.º                           | Canal 7                       |                  |                  |                  |                  |                  |                  |                  |                  |                  |                  |                  |                  | 1.2              |
| Total de encendido (año 2000) | Total de encendido (año 2000) |                  |                  |                  |                  |                  |                  |                  |                  |                  |                  |                  |                  | 34.3             |

| Año 2001                      | Año 2001                      | Año 2001         | Año 2001         | Año 2001         | Año 2001         | Año 2001         | Año 2001         | Año 2001         | Año 2001         | Año 2001         | Año 2001         | Año 2001         | Año 2001         | Año 2001         |
| #                             | Canal de aire                 | Rating % mensual | Rating % mensual | Rating % mensual | Rating % mensual | Rating % mensual | Rating % mensual | Rating % mensual | Rating % mensual | Rating % mensual | Rating % mensual | Rating % mensual | Rating % mensual | Rating % mensual |
| #                             | Canal de aire                 | ENE              | FEB              | MAR              | ABR              | MAY              | JUN              | JUL              | AGO              | SEP              | OCT              | NOV              | DIC              | Anual            |
| ----------------------------- | ----------------------------- | ---------------- | ---------------- | ---------------- | ---------------- | ---------------- | ---------------- | ---------------- | ---------------- | ---------------- | ---------------- | ---------------- | ---------------- | ---------------- |
| 1.º                           | Telefe                        |                  |                  |                  |                  |                  |                  |                  |                  |                  |                  |                  |                  | 13.0             |
| 2.º                           | Canal 13                      |                  |                  |                  |                  |                  |                  |                  |                  |                  |                  |                  |                  | 8.4              |
| 3.º                           | Azul TV                       |                  |                  |                  |                  |                  |                  |                  |                  |                  |                  |                  |                  | 5.7              |
| 4.º                           | América                       |                  |                  |                  |                  |                  |                  |                  |                  |                  |                  |                  |                  | 4.4              |
| 5.º                           | Canal 7                       |                  |                  |                  |                  |                  |                  |                  |                  |                  |                  |                  |                  | 1.7              |
| Total de encendido (año 2001) | Total de encendido (año 2001) |                  |                  |                  |                  |                  |                  |                  |                  |                  |                  |                  |                  | 33.2             |

| Año 2002                      | Año 2002                      | Año 2002         | Año 2002         | Año 2002         | Año 2002         | Año 2002         | Año 2002         | Año 2002         | Año 2002         | Año 2002         | Año 2002         | Año 2002         | Año 2002         | Año 2002         |
| #                             | Canal de aire                 | Rating % mensual | Rating % mensual | Rating % mensual | Rating % mensual | Rating % mensual | Rating % mensual | Rating % mensual | Rating % mensual | Rating % mensual | Rating % mensual | Rating % mensual | Rating % mensual | Rating % mensual |
| #                             | Canal de aire                 | ENE              | FEB              | MAR              | ABR              | MAY              | JUN              | JUL              | AGO              | SEP              | OCT              | NOV              | DIC              | Anual            |
| ----------------------------- | ----------------------------- | ---------------- | ---------------- | ---------------- | ---------------- | ---------------- | ---------------- | ---------------- | ---------------- | ---------------- | ---------------- | ---------------- | ---------------- | ---------------- |
| 1.º                           | Telefe                        |                  |                  |                  |                  |                  |                  |                  |                  |                  |                  |                  |                  | 11.2             |
| 2.º                           | Canal 13                      |                  |                  |                  |                  |                  |                  |                  |                  |                  |                  |                  |                  | 10.4             |
| 3.º                           | América                       |                  |                  |                  |                  |                  |                  |                  |                  |                  |                  |                  |                  | 6.3              |
| 4.º                           | Canal 9                       |                  |                  |                  |                  |                  |                  |                  |                  |                  |                  |                  |                  | 6.2              |
| 5.º                           | Canal 7                       |                  |                  |                  |                  |                  |                  |                  |                  |                  |                  |                  |                  | 1.4              |
| Total de encendido (año 2002) | Total de encendido (año 2002) |                  |                  |                  |                  |                  |                  |                  |                  |                  |                  |                  |                  | 35.5             |

| Año 2003                      | Año 2003                      | Año 2003         | Año 2003         | Año 2003         | Año 2003         | Año 2003         | Año 2003         | Año 2003         | Año 2003         | Año 2003         | Año 2003         | Año 2003         | Año 2003         | Año 2003         |
| #                             | Canal de aire                 | Rating % mensual | Rating % mensual | Rating % mensual | Rating % mensual | Rating % mensual | Rating % mensual | Rating % mensual | Rating % mensual | Rating % mensual | Rating % mensual | Rating % mensual | Rating % mensual | Rating % mensual |
| #                             | Canal de aire                 | ENE              | FEB              | MAR              | ABR              | MAY              | JUN              | JUL              | AGO              | SEP              | OCT              | NOV              | DIC              | Anual            |
| ----------------------------- | ----------------------------- | ---------------- | ---------------- | ---------------- | ---------------- | ---------------- | ---------------- | ---------------- | ---------------- | ---------------- | ---------------- | ---------------- | ---------------- | ---------------- |
| 1.º                           | Telefe                        |                  |                  |                  |                  |                  |                  |                  |                  |                  |                  |                  |                  | 12.5             |
| 2.º                           | Canal 13                      |                  |                  |                  |                  |                  |                  |                  |                  |                  |                  |                  |                  | 10.8             |
| 3.º                           | Canal 9                       |                  |                  |                  |                  |                  |                  |                  |                  |                  |                  |                  |                  | 6.2              |
| 4.º                           | América                       |                  |                  |                  |                  |                  |                  |                  |                  |                  |                  |                  |                  | 5.5              |
| 5.º                           | Canal 7                       |                  |                  |                  |                  |                  |                  |                  |                  |                  |                  |                  |                  | 1.3              |
| Total de encendido (año 2003) | Total de encendido (año 2003) |                  |                  |                  |                  |                  |                  |                  |                  |                  |                  |                  |                  | 36.3             |

| Año 2004                      | Año 2004                      | Año 2004         | Año 2004         | Año 2004         | Año 2004         | Año 2004         | Año 2004         | Año 2004         | Año 2004         | Año 2004         | Año 2004         | Año 2004         | Año 2004         | Año 2004         |
| #                             | Canal de aire                 | Rating % mensual | Rating % mensual | Rating % mensual | Rating % mensual | Rating % mensual | Rating % mensual | Rating % mensual | Rating % mensual | Rating % mensual | Rating % mensual | Rating % mensual | Rating % mensual | Rating % mensual |
| #                             | Canal de aire                 | ENE              | FEB              | MAR              | ABR              | MAY              | JUN              | JUL              | AGO              | SEP              | OCT              | NOV              | DIC              | Anual            |
| ----------------------------- | ----------------------------- | ---------------- | ---------------- | ---------------- | ---------------- | ---------------- | ---------------- | ---------------- | ---------------- | ---------------- | ---------------- | ---------------- | ---------------- | ---------------- |
| 1.º                           | Telefe                        | 12.5             | 14.0             | 15.1             | 15.0             | 15.3             | 14.7             | 14.6             | 15.2             | 15.2             | 15.0             | 14.7             | 12.7             | 14.5             |
| 2.º                           | Canal 13                      | 8.7              | 8.1              | 9.3              | 10.3             | 10.9             | 11.4             | 11.0             | 11.5             | 11.9             | 11.5             | 11.3             | 10.0             | 10.4             |
| 3.º                           | Canal 9                       | 5.0              | 5.6              | 6.3              | 6.7              | 6.8              | 7.3              | 7.4              | 7.9              | 7.9              | 7.6              | 7.2              | 6.2              | 6.8              |
| 4.º                           | América                       | 4.1              | 4.3              | 5.2              | 5.3              | 5.3              | 5.9              | 5.7              | 5.5              | 4.0              | 3.8              | 3.9              | 3.5              | 4.7              |
| 5.º                           | Canal 7                       | 1.7              | 1.7              | 1.5              | 1.4              | 1.7              | 1.8              | 1.6              | 2.7              | 1.5              | 1.4              | 1.3              | 1.3              | 1.6              |
| Total de encendido (año 2004) | Total de encendido (año 2004) | 32.0             | 33.7             | 37.4             | 38.7             | 40.0             | 41.1             | 40.3             | 42.8             | 40.5             | 39.3             | 38.4             | 33.7             | 38.0             |

### Quinquenio 2005-2009
En este período de años, la televisión abierta argentina fue perdiendo gradualmente entre dos y tres puntos, cayendo de 37.8 puntos de encendido acumulado en 2005, a 33.4 en 2009. El año que más estable se mantuvieron los registros fue el 2006, año que se transmitió Alemania 2006 por los cinco canales abiertos.
| Año 2005                      | Año 2005                      | Año 2005         | Año 2005         | Año 2005         | Año 2005         | Año 2005         | Año 2005         | Año 2005         | Año 2005         | Año 2005         | Año 2005         | Año 2005         | Año 2005         | Año 2005         |
| #                             | Canal de aire                 | Rating % mensual | Rating % mensual | Rating % mensual | Rating % mensual | Rating % mensual | Rating % mensual | Rating % mensual | Rating % mensual | Rating % mensual | Rating % mensual | Rating % mensual | Rating % mensual | Rating % mensual |
| #                             | Canal de aire                 | ENE              | FEB              | MAR              | ABR              | MAY              | JUN              | JUL              | AGO              | SEP              | OCT              | NOV              | DIC              | Anual            |
| ----------------------------- | ----------------------------- | ---------------- | ---------------- | ---------------- | ---------------- | ---------------- | ---------------- | ---------------- | ---------------- | ---------------- | ---------------- | ---------------- | ---------------- | ---------------- |
| 1.º                           | Telefe                        | 11.0             | 12.2             | 14.4             | 16.1             | 16.4             | 16.9             | 16.5             | 15.2             | 15.1             | 13.2             | 12.4             | 13.0             | 14.3             |
| 2.º                           | Canal 13                      | 8.6              | 8.6              | 9.3              | 9.5              | 9.8              | 10.0             | 9.5              | 9.9              | 10.2             | 10.0             | 9.5              | 8.1              | 9.4              |
| 3.º                           | Canal 9                       | 6.5              | 6.6              | 7.4              | 8.0              | 8.6              | 9.9              | 10.3             | 9.9              | 8.7              | 8.1              | 8.3              | 7.5              | 8.3              |
| 4.º                           | América                       | 4.2              | 4.8              | 4.7              | 4.6              | 4.8              | 5.3              | 4.4              | 4.8              | 5.1              | 4.7              | 4.8              | 4.1              | 4.7              |
| 5.º                           | Canal 7                       | 1.6              | 1.4              | 1.2              | 1.2              | 1.2              | 0.9              | 0.9              | 0.8              | 0.9              | 1.1              | 0.9              | 0.8              | 1.1              |
| Total de encendido (año 2005) | Total de encendido (año 2005) | 31.9             | 33.6             | 37.0             | 39.4             | 40.8             | 43.0             | 41.6             | 40.6             | 40.0             | 37.1             | 35.9             | 33.5             | 37.8             |

| Año 2006                      | Año 2006                      | Año 2006         | Año 2006         | Año 2006         | Año 2006         | Año 2006         | Año 2006         | Año 2006         | Año 2006         | Año 2006         | Año 2006         | Año 2006         | Año 2006         | Año 2006         |
| #                             | Canal de aire                 | Rating % mensual | Rating % mensual | Rating % mensual | Rating % mensual | Rating % mensual | Rating % mensual | Rating % mensual | Rating % mensual | Rating % mensual | Rating % mensual | Rating % mensual | Rating % mensual | Rating % mensual |
| #                             | Canal de aire                 | ENE              | FEB              | MAR              | ABR              | MAY              | JUN              | JUL              | AGO              | SEP              | OCT              | NOV              | DIC              | Anual            |
| ----------------------------- | ----------------------------- | ---------------- | ---------------- | ---------------- | ---------------- | ---------------- | ---------------- | ---------------- | ---------------- | ---------------- | ---------------- | ---------------- | ---------------- | ---------------- |
| 1.º                           | Telefe                        |                  |                  |                  |                  |                  |                  |                  |                  |                  |                  |                  |                  | 14.4             |
| 2.º                           | Canal 13                      |                  |                  |                  |                  |                  |                  |                  |                  |                  |                  |                  |                  | 11.3             |
| 3.º                           | Canal 9                       |                  |                  |                  |                  |                  |                  |                  |                  |                  |                  |                  |                  | 5.8              |
| 4.º                           | América                       |                  |                  |                  |                  |                  |                  |                  |                  |                  |                  |                  |                  | 4.7              |
| 5.º                           | Canal 7                       |                  |                  |                  |                  |                  |                  |                  |                  |                  |                  |                  |                  | 1.0              |
| Total de encendido (año 2006) | Total de encendido (año 2006) |                  |                  |                  |                  |                  |                  |                  |                  |                  |                  |                  |                  | 37.2             |

| Año 2007                      | Año 2007                      | Año 2007         | Año 2007         | Año 2007         | Año 2007         | Año 2007         | Año 2007         | Año 2007         | Año 2007         | Año 2007         | Año 2007         | Año 2007         | Año 2007         | Año 2007         |
| #                             | Canal de aire                 | Rating % mensual | Rating % mensual | Rating % mensual | Rating % mensual | Rating % mensual | Rating % mensual | Rating % mensual | Rating % mensual | Rating % mensual | Rating % mensual | Rating % mensual | Rating % mensual | Rating % mensual |
| #                             | Canal de aire                 | ENE              | FEB              | MAR              | ABR              | MAY              | JUN              | JUL              | AGO              | SEP              | OCT              | NOV              | DIC              | Anual            |
| ----------------------------- | ----------------------------- | ---------------- | ---------------- | ---------------- | ---------------- | ---------------- | ---------------- | ---------------- | ---------------- | ---------------- | ---------------- | ---------------- | ---------------- | ---------------- |
| 1.º                           | Telefe                        |                  |                  |                  |                  |                  |                  |                  |                  |                  |                  |                  |                  | 13.0             |
| 2.º                           | Canal 13                      |                  |                  |                  |                  |                  |                  |                  |                  |                  |                  |                  |                  | 12.1             |
| 3.º                           | Canal 9                       |                  |                  |                  |                  |                  |                  |                  |                  |                  |                  |                  |                  | 4.7              |
| 4.º                           | América                       |                  |                  |                  |                  |                  |                  |                  |                  |                  |                  |                  |                  | 4.5              |
| 5.º                           | Canal 7                       |                  |                  |                  |                  |                  |                  |                  |                  |                  |                  |                  |                  | 0.9              |
| Total de encendido (año 2007) | Total de encendido (año 2007) |                  |                  |                  |                  |                  |                  |                  |                  |                  |                  |                  |                  | 35.2             |

| Año 2008                      | Año 2008                      | Año 2008         | Año 2008         | Año 2008         | Año 2008         | Año 2008         | Año 2008         | Año 2008         | Año 2008         | Año 2008         | Año 2008         | Año 2008         | Año 2008         | Año 2008         |
| #                             | Canal de aire                 | Rating % mensual | Rating % mensual | Rating % mensual | Rating % mensual | Rating % mensual | Rating % mensual | Rating % mensual | Rating % mensual | Rating % mensual | Rating % mensual | Rating % mensual | Rating % mensual | Rating % mensual |
| #                             | Canal de aire                 | ENE              | FEB              | MAR              | ABR              | MAY              | JUN              | JUL              | AGO              | SEP              | OCT              | NOV              | DIC              | Anual            |
| ----------------------------- | ----------------------------- | ---------------- | ---------------- | ---------------- | ---------------- | ---------------- | ---------------- | ---------------- | ---------------- | ---------------- | ---------------- | ---------------- | ---------------- | ---------------- |
| 1.º                           | Telefe                        |                  |                  |                  |                  | 11.2             |                  |                  |                  |                  |                  |                  |                  | 11.4             |
| 2.º                           | Canal 13                      |                  |                  |                  |                  | 13.2             |                  |                  |                  |                  |                  |                  |                  | 11.3             |
| 3.º                           | Canal 9                       |                  |                  |                  |                  | 6.0              |                  |                  |                  |                  |                  |                  |                  | 5.6              |
| 4.º                           | América                       |                  |                  |                  |                  | 4.4              |                  |                  |                  |                  |                  |                  |                  | 4.3              |
| 5.º                           | Canal 7                       |                  |                  |                  |                  | 1.2              |                  |                  |                  |                  |                  |                  |                  | 1.1              |
| Total de encendido (año 2008) | Total de encendido (año 2008) |                  |                  |                  |                  | 36.0             |                  |                  |                  |                  |                  |                  |                  | 33.7             |

| Año 2009                      | Año 2009                      | Año 2009         | Año 2009         | Año 2009         | Año 2009         | Año 2009         | Año 2009         | Año 2009         | Año 2009         | Año 2009         | Año 2009         | Año 2009         | Año 2009         | Año 2009         |
| #                             | Canal de aire                 | Rating % mensual | Rating % mensual | Rating % mensual | Rating % mensual | Rating % mensual | Rating % mensual | Rating % mensual | Rating % mensual | Rating % mensual | Rating % mensual | Rating % mensual | Rating % mensual | Rating % mensual |
| #                             | Canal de aire                 | ENE              | FEB              | MAR              | ABR              | MAY              | JUN              | JUL              | AGO              | SEP              | OCT              | NOV              | DIC              | Anual            |
| ----------------------------- | ----------------------------- | ---------------- | ---------------- | ---------------- | ---------------- | ---------------- | ---------------- | ---------------- | ---------------- | ---------------- | ---------------- | ---------------- | ---------------- | ---------------- |
| 1.º                           | Telefe                        | 9.7              | 10.7             | 11.4             | 11.9             | 12.3             | 12.9             | 12.8             |                  |                  |                  |                  |                  | 11.6             |
| 2.º                           | Canal 13                      | 7.7              | 8.3              | 10.1             | 9.8              | 10.5             | 11.2             | 10.7             |                  |                  |                  |                  |                  | 10.9             |
| 3.º                           | Canal 9                       | 4.8              | 5.0              | 5.2              | 5.5              | 5.4              |                  | 6.0              |                  |                  |                  |                  |                  | 5.5              |
| 4.º                           | América                       | 3.9              | 3.9              | 3.9              | 3.8              | 4.0              |                  | 4.9              |                  |                  |                  |                  |                  | 4.3              |
| 5.º                           | Televisión Pública            | 1.4              | 1.3              | 1.2              | 1.4              | 1.5              |                  | 1.3              |                  |                  |                  |                  |                  | 2.1              |
| Total de encendido (año 2009) | Total de encendido (año 2009) | 27,5             | 29.2             | 31.8             | 32.4             | 33.7             |                  | 35.7             |                  |                  |                  |                  |                  | 33.4             |

### Quinquenio 2010-2014
Durante el período entre 2010 y 2014, el promedio general mensual más alto lo obtuvo Telefe, en junio de 2010, con una media de 12.8 puntos. En este mes, el canal transmitió varios encuentros de Sudáfrica 2010, incluyendo partidos del seleccionado argentino (compartidos con la Televisión Pública). Además, dicho mes fue el que más encendido tuvo en los últimos años de la televisión abierta, con 37.0 puntos. El 2010 también fue el año más visto, superando solo por una décima (32.5 contra 32.4) al 2012. En 2013, la televisión abierta perdió 4.3 puntos de rating, año en el que más cayó el encendido. Durante junio y julio de 2014, con la transmisión exclusiva de Brasil 2014, el canal público logró posicionarse tercero con medias por encimas de los 6.0 puntos.
| Año 2010                      | Año 2010                      | Año 2010         | Año 2010         | Año 2010         | Año 2010         | Año 2010         | Año 2010         | Año 2010         | Año 2010         | Año 2010         | Año 2010         | Año 2010         | Año 2010         | Año 2010         |
| #                             | Canal de aire                 | Rating % mensual | Rating % mensual | Rating % mensual | Rating % mensual | Rating % mensual | Rating % mensual | Rating % mensual | Rating % mensual | Rating % mensual | Rating % mensual | Rating % mensual | Rating % mensual | Rating % mensual |
| #                             | Canal de aire                 | ENE              | FEB              | MAR              | ABR              | MAY              | JUN              | JUL              | AGO              | SEP              | OCT              | NOV              | DIC              | Anual            |
| ----------------------------- | ----------------------------- | ---------------- | ---------------- | ---------------- | ---------------- | ---------------- | ---------------- | ---------------- | ---------------- | ---------------- | ---------------- | ---------------- | ---------------- | ---------------- |
| 1.º                           | Canal 13                      | 8.2              | 8.7              | 8.0              | 7.8              | 9.9              | 10.7             | 11.3             | 11.7             | 12.4             | 11.0             | 11.6             | 9.5              | 10.1             |
| 2.º                           | Telefe                        | 8.2              | 8.8              | 9.7              | 10.9             | 10.6             | 12.8             | 11.4             | 10.1             | 9.7              | 9.2              | 8.7              | 8.6              | 9.9              |
| 3.º                           | Canal 9                       | 4.2              | 4.6              | 5.0              | 5.7              | 5.4              | 5.5              | 5.3              | 5.6              | 5.5              | 5.1              | 4.9              | 3.8              | 5.1              |
| 4.º                           | América                       | 4.3              | 4.8              | 4.7              | 4.9              | 5.5              | 4.9              | 4.8              | 5.1              | 4.9              | 4.2              | 4.6              | 3.3              | 4.7              |
| 5.º                           | Televisión Pública            | 1.4              | 1.7              | 3.1              | 3.4              | 3.1              | 3.1              | 2.0              | 2.9              | 3.4              | 3.3              | 2.7              | 1.9              | 2.7              |
| Total de encendido (año 2010) | Total de encendido (año 2010) | 26.3             | 28.3             | 30.5             | 32.7             | 34.5             | 37.0             | 34.8             | 35.4             | 35.9             | 32.8             | 32.5             | 27.1             | 32.5             |

| Año 2011                      | Año 2011                      | Año 2011         | Año 2011         | Año 2011         | Año 2011         | Año 2011         | Año 2011         | Año 2011         | Año 2011         | Año 2011         | Año 2011         | Año 2011         | Año 2011         | Año 2011         |
| #                             | Canal de aire                 | Rating % mensual | Rating % mensual | Rating % mensual | Rating % mensual | Rating % mensual | Rating % mensual | Rating % mensual | Rating % mensual | Rating % mensual | Rating % mensual | Rating % mensual | Rating % mensual | Rating % mensual |
| #                             | Canal de aire                 | ENE              | FEB              | MAR              | ABR              | MAY              | JUN              | JUL              | AGO              | SEP              | OCT              | NOV              | DIC              | Anual            |
| ----------------------------- | ----------------------------- | ---------------- | ---------------- | ---------------- | ---------------- | ---------------- | ---------------- | ---------------- | ---------------- | ---------------- | ---------------- | ---------------- | ---------------- | ---------------- |
| 1.º                           | Canal 13                      | 8.7              | 9.3              | 9.7              | 9.7              | 11.0             | 11.9             | 11.6             | 11.7             | 11.0             | 10.9             | 11.4             | 10.4             | 10.5             |
| 2.º                           | Telefe                        | 9.4              | 10.0             | 10.7             | 10.8             | 10.0             | 9.2              | 10.7             | 9.3              | 8.7              | 8.9              | 8.6              | 8.1              | 9.5              |
| 3.º                           | Canal 9                       | 3.6              | 4.3              | 4.4              | 4.6              | 4.9              | 5.1              | 4.7              | 5.3              | 5.5              | 5.1              | 5.1              | 4.7              | 4.8              |
| 4.º                           | América                       | 3.3              | 3.6              | 3.4              | 3.9              | 4.5              | 5.0              | 4.6              | 4.8              | 4.6              | 4.8              | 4.7              | 4.2              | 4.3              |
| 5.º                           | Televisión Pública            | 1.3              | 2.1              | 2.5              | 2.7              | 3.1              | 3.0              | 2.8              | 3.0              | 3.8              | 3.6              | 2.9              | 2.0              | 2.9              |
| Total de encendido (año 2011) | Total de encendido (año 2011) | 26.0             | 29.1             | 30.4             | 31.4             | 33.5             | 34.2             | 34.4             | 34.1             | 33.6             | 35.3             | 32.7             | 29.7             | 32.1             |

| Año 2012                      | Año 2012                      | Año 2012         | Año 2012         | Año 2012         | Año 2012         | Año 2012         | Año 2012         | Año 2012         | Año 2012         | Año 2012         | Año 2012         | Año 2012         | Año 2012         | Año 2012         |
| #                             | Canal de aire                 | Rating % mensual | Rating % mensual | Rating % mensual | Rating % mensual | Rating % mensual | Rating % mensual | Rating % mensual | Rating % mensual | Rating % mensual | Rating % mensual | Rating % mensual | Rating % mensual | Rating % mensual |
| #                             | Canal de aire                 | ENE              | FEB              | MAR              | ABR              | MAY              | JUN              | JUL              | AGO              | SEP              | OCT              | NOV              | DIC              | Anual            |
| ----------------------------- | ----------------------------- | ---------------- | ---------------- | ---------------- | ---------------- | ---------------- | ---------------- | ---------------- | ---------------- | ---------------- | ---------------- | ---------------- | ---------------- | ---------------- |
| 1.º                           | Telefe                        | 9.0              | 9.5              | 11.6             | 11.9             | 12.5             | 11.7             | 11.7             | 11.7             | 11.7             | 11.7             | 10.6             | 9.4              | 11.2             |
| 2.º                           | Canal 13                      | 8.8              | 9.4              | 9.5              | 9.7              | 11.7             | 11.2             | 10.4             | 9.8              | 9.2              | 9.4              | 9.0              | 7.8              | 9.5              |
| 3.º                           | Canal 9                       | 4.1              | 4.6              | 4.8              | 4.6              | 4.8              | 4.8              | 5.4              | 5.2              | 5.1              | 4.5              | 4.5              | 3.7              | 4.6              |
| 4.º                           | América                       | 3.7              | 3.7              | 4.1              | 4.3              | 4.8              | 4.7              | 5.2              | 4.6              | 4.4              | 4.1              | 4.4              | 3.7              | 4.3              |
| 5.º                           | Televisión Pública            | 1.4              | 2.3              | 2.5              | 2.9              | 3.1              | 3.6              | 3.1              | 3.4              | 3.3              | 2.7              | 3.3              | 1.7              | 2.9              |
| Total de encendido (año 2012) | Total de encendido (año 2012) | 27.1             | 32.8             | 32.2             | 33.4             | 36.4             | 35.9             | 35.6             | 34.7             | 33.7             | 30.3             | 31.6             | 26.7             | 32.4             |

| Año 2013                      | Año 2013                      | Año 2013         | Año 2013         | Año 2013         | Año 2013         | Año 2013         | Año 2013         | Año 2013         | Año 2013         | Año 2013         | Año 2013         | Año 2013         | Año 2013         | Año 2013         |
| #                             | Canal de aire                 | Rating % mensual | Rating % mensual | Rating % mensual | Rating % mensual | Rating % mensual | Rating % mensual | Rating % mensual | Rating % mensual | Rating % mensual | Rating % mensual | Rating % mensual | Rating % mensual | Rating % mensual |
| #                             | Canal de aire                 | ENE              | FEB              | MAR              | ABR              | MAY              | JUN              | JUL              | AGO              | SEP              | OCT              | NOV              | DIC              | Anual            |
| ----------------------------- | ----------------------------- | ---------------- | ---------------- | ---------------- | ---------------- | ---------------- | ---------------- | ---------------- | ---------------- | ---------------- | ---------------- | ---------------- | ---------------- | ---------------- |
| 1.º                           | Telefe                        | 7.7              | 8.3              | 9.0              | 9.2              | 8.8              | 9.0              | 9.1              | 8.5              | 8.8              | 8.3              | 8.1              | 7.7              | 8.6              |
| 2.º                           | Canal 13                      | 6.8              | 7.5              | 7.6              | 8.0              | 8.8              | 8.4              | 8.9              | 8.5              | 8.6              | 8.3              | 7.8              | 6.1              | 8.0              |
| 3.º                           | América                       | 3.9              | 4.4              | 5.0              | 5.9              | 5.6              | 5.5              | 5.4              | 5.1              | 5.2              | 4.9              | 5.5              | 3.9              | 5.0              |
| 4.º                           | Canal 9                       | 3.8              | 3.9              | 4.1              | 4.4              | 4.6              | 4.5              | 4.4              | 4.8              | 5.1              | 4.7              | 4.7              | 3.4              | 4.4              |
| 5.º                           | Televisión Pública            | 0.9              | 1.6              | 2.5              | 2.9              | 2.7              | 2.8              | 1.3              | 3.0              | 3.0              | 3.0              | 2.7              | 1.5              | 2.3              |
| Total de encendido (año 2013) | Total de encendido (año 2013) | 21.9             | 24.6             | 28.2             | 30.4             | 30.5             | 30.2             | 29.1             | 30.1             | 30.7             | 29.2             | 29.0             | 22.6             | 28.1             |

| Año 2014                      | Año 2014                      | Año 2014         | Año 2014         | Año 2014         | Año 2014         | Año 2014         | Año 2014         | Año 2014         | Año 2014         | Año 2014         | Año 2014         | Año 2014         | Año 2014         | Año 2014         |
| #                             | Canal de aire                 | Rating % mensual | Rating % mensual | Rating % mensual | Rating % mensual | Rating % mensual | Rating % mensual | Rating % mensual | Rating % mensual | Rating % mensual | Rating % mensual | Rating % mensual | Rating % mensual | Rating % mensual |
| #                             | Canal de aire                 | ENE              | FEB              | MAR              | ABR              | MAY              | JUN              | JUL              | AGO              | SEP              | OCT              | NOV              | DIC              | Anual            |
| ----------------------------- | ----------------------------- | ---------------- | ---------------- | ---------------- | ---------------- | ---------------- | ---------------- | ---------------- | ---------------- | ---------------- | ---------------- | ---------------- | ---------------- | ---------------- |
| 1.º                           | Telefe                        | 8.4              | 8.7              | 9.1              | 9.7              | 9.8              | 8.6              | 8.9              | 9.1              | 9.5              | 9.1              | 8.4              | 7.2              | 8.9              |
| 2.º                           | Canal 13                      | 5.4              | 6.0              | 6.6              | 7.7              | 8.9              | 8.1              | 8.2              | 8.6              | 8.6              | 8.1              | 7.8              | 6.5              | 7.6              |
| 3.º                           | América                       | 3.8              | 4.7              | 4.8              | 4.8              | 4.9              | 4.2              | 4.5              | 4.6              | 4.5              | 4.3              | 4.0              | 3.4              | 4.4              |
| 4.º                           | Canal 9                       | 4.0              | 4.1              | 4.2              | 4.2              | 4.5              | 4.1              | 4.2              | 4.2              | 4.5              | 4.6              | 4.2              | 3.2              | 4.2              |
| 5.º                           | Televisión Pública            | 0.9              | 2.5              | 3.2              | 3.2              | 2.4              | 6.3              | 5.3              | 3.1              | 3.1              | 3.1              | 3.6              | 1.6              | 3.2              |
| Total de encendido (año 2014) | Total de encendido (año 2014) | 22.7             | 26.0             | 27.6             | 29.6             | 30.5             | 31.3             | 31.1             | 29.6             | 30.2             | 29.2             | 28.0             | 21.6             | 28.1             |

### Quinquenio 2015-2019
Telefe superó los 10 puntos en dos meses consecutivos, octubre y noviembre de 2016, con una media de 10.2 puntos. Durante junio y julio de 2018, con la transmisión de Rusia 2018, la TPA se ubicó tercero en junio de dicho año.
| Año 2015                      | Año 2015                      | Año 2015         | Año 2015         | Año 2015         | Año 2015         | Año 2015         | Año 2015         | Año 2015         | Año 2015         | Año 2015         | Año 2015         | Año 2015         | Año 2015         | Año 2015         |
| #                             | Canal de aire                 | Rating % mensual | Rating % mensual | Rating % mensual | Rating % mensual | Rating % mensual | Rating % mensual | Rating % mensual | Rating % mensual | Rating % mensual | Rating % mensual | Rating % mensual | Rating % mensual | Rating % mensual |
| #                             | Canal de aire                 | ENE              | FEB              | MAR              | ABR              | MAY              | JUN              | JUL              | AGO              | SEP              | OCT              | NOV              | DIC              | Anual            |
| ----------------------------- | ----------------------------- | ---------------- | ---------------- | ---------------- | ---------------- | ---------------- | ---------------- | ---------------- | ---------------- | ---------------- | ---------------- | ---------------- | ---------------- | ---------------- |
| 1.º                           | Telefe                        | 8.0              | 7.9              | 8.0              | 8.8              | 8.9              | 9.1              | 8.5              | 8.5              | 8.8              | 8.9              | 8.3              | 7.2              | 8.42             |
| 2.º                           | Canal 13                      | 6.6              | 6.9              | 7.2              | 8.0              | 8.6              | 9.4              | 9.0              | 9.6              | 9.4              | 8.8              | 9.4              | 7.3              | 8.36             |
| 3.º                           | América                       | 3.4              | 3.6              | 3.8              | 4.2              | 4.2              | 4.4              | 4.7              | 4.9              | 4.8              | 4.4              | 4.8              | 3.9              | 4.3              |
| 4.º                           | Canal 9                       | 3.9              | 3.9              | 4.2              | 3.8              | 3.6              | 3.7              | 3.6              | 4.0              | 4.0              | 3.7              | 3.7              | 2.8              | 3.7              |
| 5.º                           | Televisión Pública            | 1.6              | 1.9              | 2.7              | 2.2              | 3.0              | 4.1              | 3.2              | 2.5              | 3.1              | 2.9              | 2.1              | 1.6              | 2.8              |
| Total de encendido (año 2015) | Total de encendido (año 2015) | 23.5             | 25.0             | 25.4             | 27.0             | 28.3             | 30.7             | 29.0             | 31.2             | 30.1             | 28.7             | 25.7             | 22.8             | 27.0             |

| Año 2016                      | Año 2016                      | Año 2016         | Año 2016         | Año 2016         | Año 2016         | Año 2016         | Año 2016         | Año 2016         | Año 2016         | Año 2016         | Año 2016         | Año 2016         | Año 2016         | Año 2016         |
| #                             | Canal de aire                 | Rating % mensual | Rating % mensual | Rating % mensual | Rating % mensual | Rating % mensual | Rating % mensual | Rating % mensual | Rating % mensual | Rating % mensual | Rating % mensual | Rating % mensual | Rating % mensual | Rating % mensual |
| #                             | Canal de aire                 | ENE              | FEB              | MAR              | ABR              | MAY              | JUN              | JUL              | AGO              | SEP              | OCT              | NOV              | DIC              | Anual            |
| ----------------------------- | ----------------------------- | ---------------- | ---------------- | ---------------- | ---------------- | ---------------- | ---------------- | ---------------- | ---------------- | ---------------- | ---------------- | ---------------- | ---------------- | ---------------- |
| 1.º                           | Telefe                        | 8.0              | 8.1              | 8.6              | 9.5              | 9.3              | 8.4              | 8.7              | 8.0              | 9.7              | 10.2             | 10.2             | 8.4              | 8.9              |
| 2.º                           | Canal 13                      | 6.3              | 6.9              | 8.1              | 8.5              | 8.4              | 9.1              | 9.4              | 8.9              | 9.7              | 9.3              | 9.0              | 8.1              | 8.5              |
| 3.º                           | América                       | 4.1              | 4.5              | 4.8              | 5.4              | 5.5              | 5.2              | 4.6              | 4.3              | 4.4              | 3.9              | 3.8              | 3.4              | 4.5              |
| 4.º                           | Canal 9                       | 3.0              | 3.2              | 3.3              | 3.3              | 3.1              | 2.9              | 2.9              | 2.9              | 3.1              | 3.0              | 2.7              | 2.6              | 3.0              |
| 5.º                           | Televisión Pública            | 1.3              | 1.4              | 1.6              | 1.4              | 1.4              | 2.3              | 1.4              | 3.2              | 1.5              | 1.4              | 1.6              | 1.0              | 1.6              |
| Total de encendido (año 2016) | Total de encendido (año 2016) | 22.7             | 24.1             | 26.4             | 28.1             | 27.7             | 27.6             | 27.0             | 27.3             | 28.4             | 27.8             | 26.5             | 23.8             | 27.5             |

| Año 2017                      | Año 2017                      | Año 2017         | Año 2017         | Año 2017         | Año 2017         | Año 2017         | Año 2017         | Año 2017         | Año 2017         | Año 2017         | Año 2017         | Año 2017         | Año 2017         | Año 2017         |
| #                             | Canal de aire                 | Rating % mensual | Rating % mensual | Rating % mensual | Rating % mensual | Rating % mensual | Rating % mensual | Rating % mensual | Rating % mensual | Rating % mensual | Rating % mensual | Rating % mensual | Rating % mensual | Rating % mensual |
| #                             | Canal de aire                 | ENE              | FEB              | MAR              | ABR              | MAY              | JUN              | JUL              | AGO              | SEP              | OCT              | NOV              | DIC              | Anual            |
| ----------------------------- | ----------------------------- | ---------------- | ---------------- | ---------------- | ---------------- | ---------------- | ---------------- | ---------------- | ---------------- | ---------------- | ---------------- | ---------------- | ---------------- | ---------------- |
| 1.º                           | Telefe                        | 8.3              | 7.8              | 7.8              | 7.8              | 8.8              | 8.2              | 8.3              | 8.6              | 8.7              | 8.2              | 8.0              | 6.8              | 8.1              |
| 2.º                           | Canal 13                      | 6.2              | 7.1              | 7.3              | 7.2              | 8.4              | 9.3              | 9.0              | 9.0              | 8.7              | 8.1              | 8.3              | 7.0              | 8.0              |
| 3.º                           | América                       | 3.5              | 3.6              | 4.0              | 4.1              | 4.1              | 4.1              | 4.0              | 3.9              | 3.6              | 3.4              | 3.4              | 2.9              | 3.7              |
| 4.º                           | Canal 9                       | 2.3              | 2.4              | 2.4              | 2.8              | 3.0              | 3.2              | 2.8              | 2.5              | 2.5              | 2.4              | 2.5              | 2.2              | 2.7              |
| 5.º                           | Televisión Pública            | 1.4              | 1.2              | 1.6              | 1.3              | 1.2              | 1.4              | 0.9              | 1.2              | 1.4              | 1.4              | 1.0              | 1.0              | 1.3              |
| Total de encendido (año 2017) | Total de encendido (año 2017) | 21.7             | 22.2             | 23.1             | 23.2             | 25.5             | 26.2             | 25.0             | 25.2             | 24.2             | 23.5             | 23.2             | 21.1             | 23.8             |

| Año 2018                      | Año 2018                      | Año 2018                 | Año 2018                 | Año 2018                 | Año 2018                 | Año 2018                 | Año 2018                 | Año 2018                 | Año 2018                 | Año 2018                 | Año 2018         | Año 2018         | Año 2018         | Año 2018         |
| #                             | Canal de aire                 | Rating % mensual         | Rating % mensual         | Rating % mensual         | Rating % mensual         | Rating % mensual         | Rating % mensual         | Rating % mensual         | Rating % mensual         | Rating % mensual         | Rating % mensual | Rating % mensual | Rating % mensual | Rating % mensual |
| #                             | Canal de aire                 | ENE                      | FEB                      | MAR                      | ABR                      | MAY                      | JUN                      | JUL                      | AGO                      | SEP                      | OCT              | NOV              | DIC              | Anual            |
| ----------------------------- | ----------------------------- | ------------------------ | ------------------------ | ------------------------ | ------------------------ | ------------------------ | ------------------------ | ------------------------ | ------------------------ | ------------------------ | ---------------- | ---------------- | ---------------- | ---------------- |
| 1.º                           | Telefe                        | 6.7                      | 7.2                      | 7.3                      | 7.6                      | 8.2                      | 8.1                      | 8.1                      | 8.0                      | 7.8                      | 8.1              | 8.2              | 6.6              | 7.7              |
| 2.º                           | Canal 13                      | 6.3                      | 7.0                      | 7.1                      | 7.2                      | 7.3                      | 6.8                      | 6.9                      | 7.0                      | 7.0                      | 6.7              | 7.1              | 6.0              | 6.7              |
| 3.º                           | América                       | 2.8                      | 2.7                      | 3.2                      | 2.9                      | 2.9                      | 2.8                      | 2.9                      | 3.0                      | 2.8                      | 2.8              | 2.8              | 2.6              | 2.9              |
| 4.º                           | Canal 9                       | 2.1                      | 2.1                      | 2.3                      | 2.7                      | 2.8                      | 2.6                      | 2.7                      | 2.7                      | 2.5                      | 2.5              | 2.4              | 2.3              | 2.5              |
| 5.º                           | Televisión Pública            | 1.2                      | 1.2                      | 0.9                      | 0.8                      | 0.8                      | 4.4                      | 2.5                      | 0.9                      | 0.8                      | 1.1              | 0.8              | 0.7              | 1.3              |
| 6.º                           | Net TV                        | No se encontraba al aire | No se encontraba al aire | No se encontraba al aire | No se encontraba al aire | No se encontraba al aire | No se encontraba al aire | No se encontraba al aire | No se encontraba al aire | No se encontraba al aire | 0.3              | 0.4              | 0.3              | 0.3              |
| Total de encendido (año 2018) | Total de encendido (año 2018) | 19.1                     | 20.2                     | 20.8                     | 21.2                     | 22.0                     | 24.7                     | 23.1                     | 21.6                     | 20.9                     | 21.5             | 21.7             | 18.5             | 21.4             |

| Año 2019                      | Año 2019                      | Año 2019         | Año 2019         | Año 2019         | Año 2019         | Año 2019         | Año 2019         | Año 2019         | Año 2019         | Año 2019         | Año 2019         | Año 2019         | Año 2019         | Año 2019         |
| #                             | Canal de aire                 | Rating % mensual | Rating % mensual | Rating % mensual | Rating % mensual | Rating % mensual | Rating % mensual | Rating % mensual | Rating % mensual | Rating % mensual | Rating % mensual | Rating % mensual | Rating % mensual | Rating % mensual |
| #                             | Canal de aire                 | ENE              | FEB              | MAR              | ABR              | MAY              | JUN              | JUL              | AGO              | SEP              | OCT              | NOV              | DIC              | Anual            |
| ----------------------------- | ----------------------------- | ---------------- | ---------------- | ---------------- | ---------------- | ---------------- | ---------------- | ---------------- | ---------------- | ---------------- | ---------------- | ---------------- | ---------------- | ---------------- |
| 1.º                           | Telefe                        | 6.5              | 6.9              | 7.2              | 7.9              | 8.6              | 8.6              | 8.0              | 8.0              | 8.2              | 8.1              | 7.7              | 7.0              | 7.7              |
| 2.º                           | Canal 13                      | 5.8              | 6.0              | 6.8              | 7.3              | 7.9              | 7.7              | 7.4              | 7.2              | 7.2              | 7.2              | 6.9              | 6.3              | 7.0              |
| 3.º                           | América                       | 2.6              | 2.3              | 2.5              | 2.7              | 2.6              | 2.7              | 2.7              | 2.9              | 2.7              | 2.7              | 2.1              | 1.9              | 2.5              |
| 4.º                           | Canal 9                       | 2.4              | 2.4              | 2.4              | 2.6              | 2.6              | 2.5              | 2.5              | 2.4              | 2.5              | 2.6              | 2.2              | 2.0              | 2.4              |
| 5.º                           | Televisión Pública            | 1.0              | 0.8              | 0.8              | 0.8              | 0.8              | 1.9              | 1.8              | 1.0              | 0.7              | 0.7              | 0.6              | 0.6              | 1.0              |
| 6.º                           | Net TV                        | 0.4              | 0.4              | 0.4              | 0.4              | 0.5              | 0.5              | 0.5              | 0.5              | 0.5              | 0.6              | 0.4              | 0.5              | 0.5              |
| Total de encendido (año 2019) | Total de encendido (año 2019) | 18.7             | 18.7             | 20.1             | 21.7             | 23.0             | 23.9             | 22.9             | 22.0             | 21.8             | 21.9             | 19.9             | 18.4             | 21.1             |

### Quinquenio 2020-2024
| Año 2020                      | Año 2020                      | Año 2020         | Año 2020         | Año 2020         | Año 2020         | Año 2020         | Año 2020         | Año 2020         | Año 2020         | Año 2020         | Año 2020         | Año 2020         | Año 2020         | Año 2020         |
| #                             | Canal de aire                 | Rating % mensual | Rating % mensual | Rating % mensual | Rating % mensual | Rating % mensual | Rating % mensual | Rating % mensual | Rating % mensual | Rating % mensual | Rating % mensual | Rating % mensual | Rating % mensual | Rating % mensual |
| #                             | Canal de aire                 | ENE              | FEB              | MAR              | ABR              | MAY              | JUN              | JUL              | AGO              | SEP              | OCT              | NOV              | DIC              | Anual            |
| ----------------------------- | ----------------------------- | ---------------- | ---------------- | ---------------- | ---------------- | ---------------- | ---------------- | ---------------- | ---------------- | ---------------- | ---------------- | ---------------- | ---------------- | ---------------- |
| 1.º                           | Telefe                        | 7.1              | 6.8              | 7.4              | 7.2              | 7.8              | 8.5              | 8.6              | 8.8              | 8.7              | 8.6              | 9.0              | 7.8              | 8.0              |
| 2.º                           | Canal 13                      | 5.0              | 5.3              | 5.8              | 5.6              | 5.4              | 5.9              | 6.2              | 6.7              | 6.7              | 6.9              | 6.6              | 5.5              | 6.0              |
| 3.º                           | Canal 9                       | 2.0              | 2.1              | 2.6              | 2.5              | 2.4              | 2.5              | 2.5              | 2.3              | 2.3              | 2.2              | 2.1              | 2.1              | 2.3              |
| 4.º                           | América                       | 1.8              | 1.8              | 2.5              | 2.4              | 2.1              | 2.1              | 2.3              | 2.0              | 2.2              | 1.9              | 2.0              | 1.9              | 2.1              |
| 5.º                           | Televisión Pública            | 0.7              | 0.6              | 0.7              | 0.7              | 0.5              | 0.5              | 0.5              | 0.6              | 0.5              | 0.8              | 0.8              | 0.4              | 0.6              |
| 6.º                           | Net TV                        | 0.5              | 0.4              | 0.4              | 0.4              | 0.4              | 0.5              | 0.6              | 0.5              | 0.5              | 0.5              | 0.4              | 0.3              | 0.5              |
| Total de encendido (año 2020) | Total de encendido (año 2020) | 17.1             | 17.0             | 19.4             | 18.8             | 18.6             | 20.0             | 20.7             | 20.9             | 20.9             | 20.9             | 20.8             | 18.2             | 19.5             |

| Año 2021                      | Año 2021                      | Año 2021         | Año 2021         | Año 2021         | Año 2021         | Año 2021         | Año 2021         | Año 2021         | Año 2021         | Año 2021         | Año 2021         | Año 2021         | Año 2021         | Año 2021         |
| #                             | Canal de aire                 | Rating % mensual | Rating % mensual | Rating % mensual | Rating % mensual | Rating % mensual | Rating % mensual | Rating % mensual | Rating % mensual | Rating % mensual | Rating % mensual | Rating % mensual | Rating % mensual | Rating % mensual |
| #                             | Canal de aire                 | ENE              | FEB              | MAR              | ABR              | MAY              | JUN              | JUL              | AGO              | SEP              | OCT              | NOV              | DIC              | Anual            |
| ----------------------------- | ----------------------------- | ---------------- | ---------------- | ---------------- | ---------------- | ---------------- | ---------------- | ---------------- | ---------------- | ---------------- | ---------------- | ---------------- | ---------------- | ---------------- |
| 1.º                           | Telefe                        | 7.8              | 7.6              | 8.5              | 9.5              | 10.1             | 10.6             | 9.7              | 9.6              | 9.2              | 8.3              | 8.6              | 7.9              | 9.0              |
| 2.º                           | Canal 13                      | 5.5              | 5.8              | 6.0              | 6.3              | 6.6              | 6.3              | 5.9              | 6.2              | 6.4              | 6.2              | 6.1              | 5.8              | 6.1              |
| 3.º                           | Canal 9                       | 2.1              | 2.3              | 2.1              | 2.3              | 2.3              | 2.4              | 2.3              | 2.5              | 2.7              | 2.3              | 2.4              | 2.0              | 2.3              |
| 4.º                           | América                       | 1.6              | 1.9              | 1.8              | 2.1              | 2.0              | 2.0              | 1.7              | 1.7              | 1.8              | 1.8              | 2.0              | 1.8              | 1.9              |
| 5.º                           | Televisión Pública            | 0.5              | 0.5              | 0.6              | 0.6              | 0.5              | 1.5              | 1.3              | 0.7              | 1.1              | 1.2              | 0.9              | 0.5              | 0.8              |
| 6.º                           | Net TV                        | 0.4              | 0.4              | 0.4              | 0.3              | 0.3              | 0.3              | 0.4              | 0.4              | 0.3              | 0.3              | 0.3              | 0.2              | 0.3              |
| Total de encendido (año 2021) | Total de encendido (año 2021) | 17.9             | 18.5             | 19.4             | 21.1             | 21.8             | 23.1             | 21.3             | 21.1             | 21.5             | 20.1             | 20.3             | 18.2             | 20.1             |

| Año 2022                      | Año 2022                      | Año 2022                 | Año 2022                 | Año 2022                  | Año 2022                  | Año 2022                  | Año 2022                  | Año 2022         | Año 2022         | Año 2022         | Año 2022         | Año 2022         | Año 2022         | Año 2022         |
| #                             | Canal de aire                 | Rating % mensual         | Rating % mensual         | Rating % mensual          | Rating % mensual          | Rating % mensual          | Rating % mensual          | Rating % mensual | Rating % mensual | Rating % mensual | Rating % mensual | Rating % mensual | Rating % mensual | Rating % mensual |
| #                             | Canal de aire                 | ENE                      | FEB                      | MAR                       | ABR                       | MAY                       | JUN                       | JUL              | AGO              | SEP              | OCT              | NOV              | DIC              | Anual            |
| ----------------------------- | ----------------------------- | ------------------------ | ------------------------ | ------------------------- | ------------------------- | ------------------------- | ------------------------- | ---------------- | ---------------- | ---------------- | ---------------- | ---------------- | ---------------- | ---------------- |
| 1.º                           | Telefe                        | 7.9                      | 8.2                      | 8.8                       | 8.4                       | 8.2                       | 9.1                       | 8.7              | 8.5              | 8.2              | 8.8              | 9.6              | 8.5              | 8.6              |
| 2.º                           | Canal 13                      | 5.4                      | 5.2                      | 6.0                       | 6.3                       | 6.8                       | 7.0                       | 6.7              | 6.5              | 5.9              | 5.6              | 5.0              | 4.3              | 5.9              |
| 3.º                           | Canal 9                       | 2.0                      | 2.0                      | 2.2                       | 2.3                       | 2.3                       | 2.2                       | 2.0              | 2.1              | 1.9              | 1.8              | 1.7              | 1.5              | 1.99             |
| 4.º                           | América                       | 1.8                      | 1.7                      | 2.0                       | 2.0                       | 2.2                       | 2.2                       | 2.0              | 2.0              | 2.0              | 2.1              | 1.9              | 1.6              | 1.95             |
| 5.º                           | Televisión Pública            | 0.8                      | 0.9                      | 0.9                       | 0.5                       | 0.5                       | 0.5                       | 0.6              | 0.6              | 0.6              | 0.5              | 2.3              | 3.3              | 1.0              |
| 6.º                           | Net TV                        | 0.3                      | 0.3                      | 0.3                       | 0.3                       | 0.3                       | 0.2                       | 0.2              | 0.3              | 0.3              | 0.2              | 0.2              | 0.2              | 0.3              |
| 7.º                           | Bravo TV                      | No se encontraba al aire | No se encontraba al aire | Al aire pero sin medición | Al aire pero sin medición | Al aire pero sin medición | Al aire pero sin medición | 0.2              | 0.2              | 0.2              | 0.2              | 0.1              | 0.1              | 0.2              |
| Total de encendido (año 2022) | Total de encendido (año 2022) | 18.2                     | 18.3                     | 20.2                      | 19.8                      | 20.3                      | 21.2                      | 20.4             | 20.2             | 19.1             | 19.2             | 20.5             | 19.5             | 20.0             |

| Año 2023                      | Año 2023                      | Año 2023         | Año 2023         | Año 2023         | Año 2023         | Año 2023         | Año 2023         | Año 2023         | Año 2023         | Año 2023         | Año 2023         | Año 2023         | Año 2023         | Año 2023         |
| #                             | Canal de aire                 | Rating % mensual | Rating % mensual | Rating % mensual | Rating % mensual | Rating % mensual | Rating % mensual | Rating % mensual | Rating % mensual | Rating % mensual | Rating % mensual | Rating % mensual | Rating % mensual | Rating % mensual |
| #                             | Canal de aire                 | ENE              | FEB              | MAR              | ABR              | MAY              | JUN              | JUL              | AGO              | SEP              | OCT              | NOV              | DIC              | Anual            |
| ----------------------------- | ----------------------------- | ---------------- | ---------------- | ---------------- | ---------------- | ---------------- | ---------------- | ---------------- | ---------------- | ---------------- | ---------------- | ---------------- | ---------------- | ---------------- |
| 1.º                           | Telefe                        | 9.7              | 9.9              | 9.4              | 8.2              | 8.0              | 7.8              | 8.2              | 8.3              | 8.0              | 7.3              | 7.0              | 7.1              | 8.2              |
| 2.º                           | Canal 13                      | 4.3              | 4.3              | 4.6              | 5.0              | 5.2              | 5.4              | 5.6              | 5.7              | 5.3              | 5.1              | 4.9              | 4.5              | 5.0              |
| 3.º                           | América                       | 1.5              | 1.7              | 1.9              | 2.2              | 2.4              | 2.6              | 2.7              | 2.7              | 3.6              | 3.1              | 3.1              | 2.5              | 2.5              |
| 4.º                           | Canal 9                       | 1.6              | 1.6              | 1.7              | 2.0              | 2.2              | 2.1              | 2.1              | 2.2              | 2.1              | 2.0              | 2.1              | 1.9              | 2.0              |
| 5.º                           | Televisión Pública            | 0.6              | 0.6              | 0.9              | 0.5              | 0.6              | 0.8              | 0.6              | 0.5              | 0.8              | 0.8              | 0.8              | 0.5              | 0.7              |
| 6.º                           | Net TV                        | 0.2              | 0.3              | 0.3              | 0.3              | 0.3              | 0.3              | 0.2              | 0.2              | 0.2              | 0.2              | 0.2              | 0.2              | 0.3              |
| 7.º                           | Bravo TV                      | 0.1              | 0.1              | 0.1              | 0.1              | 0.1              | 0.1              | 0.1              | 0.1              | 0.1              | 0.1              | 0.1              | 0.1              | 0.1              |
| Total de encendido (año 2023) | Total de encendido (año 2023) | 18.0             | 18.5             | 18.9             | 18.3             | 18.7             | 18.9             | 19.1             | 19.7             | 20.1             | 18.6             | 18.2             | 16.6             | 18.4             |

| Año 2024                      | Año 2024                      | Año 2024         | Año 2024         | Año 2024         | Año 2024         | Año 2024         | Año 2024         | Año 2024         | Año 2024         | Año 2024         | Año 2024         | Año 2024         | Año 2024         | Año 2024         |
| #                             | Canal de aire                 | Rating % mensual | Rating % mensual | Rating % mensual | Rating % mensual | Rating % mensual | Rating % mensual | Rating % mensual | Rating % mensual | Rating % mensual | Rating % mensual | Rating % mensual | Rating % mensual | Rating % mensual |
| #                             | Canal de aire                 | ENE              | FEB              | MAR              | ABR              | MAY              | JUN              | JUL              | AGO              | SEP              | OCT              | NOV              | DIC              | Anual            |
| ----------------------------- | ----------------------------- | ---------------- | ---------------- | ---------------- | ---------------- | ---------------- | ---------------- | ---------------- | ---------------- | ---------------- | ---------------- | ---------------- | ---------------- | ---------------- |
| 1.º                           | Telefe                        | 8.2              | 8.7              | 8.5              | 8.7              | 8.7              | 8.8              | 8.0              | 7.1              | 7.1              | 7.1              | 6.6              | 6.5              | 7.8              |
| 2.º                           | Canal 13                      | 4.6              | 4.7              | 4.7              | 4.9              | 5.3              | 5.1              | 5.1              | 5.4              | 5.0              | 4.7              | 4.1              | 3.7              | 4.8              |
| 3.º                           | Canal 9                       | 1.8              | 1.8              | 2.0              | 2.2              | 2.2              | 2.0              | 1.9              | 2.0              | 1.9              | 1.8              | 1.7              | 1.5              | 1.9              |
| 4.º                           | América                       | 2.4              | 1.8              | 1.8              | 1.9              | 2.0              | 1.8              | 1.8              | 1.8              | 1.8              | 2.0              | 1.7              | 1.6              | 1.87             |
| 5.º                           | Televisión Pública            | 0.6              | 0.5              | 0.5              | 0.4              | 0.4              | 0.5              | 0.8              | 0.7              | 0.3              | 0.3              | 0.3              | 0.3              | 0.5              |
| 6.º                           | Net TV                        | 0.3              | 0.3              | 0.3              | 0.3              | 0.3              | 0.3              | 0.3              | 0.3              | 0.3              | 0.3              | 0.3              | 0.2              | 0.3              |
| 7.º                           | Bravo TV                      | 0.1              | 0.1              | 0.1              | 0.1              | 0.1              | 0.1              | 0.1              | 0.1              | 0.1              | 0.1              | 0.1              | 0.1              | 0.1              |
| Total de encendido (año 2024) | Total de encendido (año 2024) | 18.2             | 17.9             | 17.9             | 18.5             | 19.0             | 18.3             | 17.9             | 17.4             | 16.5             | 16.3             | 14.8             | 14.3             | 17.0             |

### Quinquenio 2025-2029
Canal más visto del mes.
     Segundo canal más visto del mes.
     Tercer canal más visto del mes.
     Mes en el que se emite el mundial de fútbol.

- Fuente: television.com.ar,[90] Kantar Ibope Media[91] e Infobae[92]

## Mayores índices de audiencia anuales

### 2015
Durante el 2015 se desarrolló la Copa América Chile 2015, y se transmitió en exclusiva por la Televisión Pública. Dicho torneo le trajo a la emisora estatal números que por doce años no había conseguido, y que por cinco, tampoco se lograban en la televisión abierta. Con 45.8 puntos, la final fue lo más visto del año. Todos los partidos del seleccionado de ese país entraron entre las veinte emisiones más vistas. Por otro lado, también fueron de la partida algunos programas de Showmatch, capítulos de Las mil y una noches y la 45.ª entrega de los Premios Martín Fierro.
Cabe destacar la emisión del segundo debate presidencial que fue transmitido por los cinco canales de aire nacionales y por seis de cable, logrando un promedio total de 54.8 puntos de rating, alcanzando un pico general de 58.2, siendo uno de los más altos de la última década, inclusive superando a la media de la final del mundial de fútbol Brasil 2014 entre, otra vez entre ambos equipos.
| Año 2025                      | Año 2025                      | Año 2025         | Año 2025         | Año 2025         | Año 2025         | Año 2025         | Año 2025         | Año 2025                  | Año 2025                  | Año 2025                  | Año 2025                  | Año 2025                  | Año 2025                  | Año 2025         |
| #                             | Canal de aire                 | Rating % mensual | Rating % mensual | Rating % mensual | Rating % mensual | Rating % mensual | Rating % mensual | Rating % mensual          | Rating % mensual          | Rating % mensual          | Rating % mensual          | Rating % mensual          | Rating % mensual          | Rating % mensual |
| #                             | Canal de aire                 | ENE              | FEB              | MAR              | ABR              | MAY              | JUN              | JUL                       | AGO                       | SEP                       | OCT                       | NOV                       | DIC                       | Anual            |
| ----------------------------- | ----------------------------- | ---------------- | ---------------- | ---------------- | ---------------- | ---------------- | ---------------- | ------------------------- | ------------------------- | ------------------------- | ------------------------- | ------------------------- | ------------------------- | ---------------- |
| 1.º                           | Telefe                        | 6.4              | 6.7              | 7.0              | 7.3              | 7.2              | 8.7              | 7.2                       |                           |                           |                           |                           |                           |                  |
| 2.º                           | Canal 13                      | 3.7              | 3.5              | 3.6              | 4.0              | 3.9              | 3.8              | 3.9                       |                           |                           |                           |                           |                           |                  |
| 3.º                           | América                       | 1.8              | 1.8              | 1.8              | 2.3              | 2.2              | 2.0              | 2.4                       |                           |                           |                           |                           |                           |                  |
| 4.º                           | Canal 9                       | 1.4              | 1.3              | 1.5              | 1.7              | 1.8              | 1.8              | 2.0                       |                           |                           |                           |                           |                           |                  |
| 5.º                           | TV Pública                    | 0.3              | 0.3              | 0.4              | 0.2              | 0.3              | 0.3              | 0.3                       |                           |                           |                           |                           |                           |                  |
| 6.°                           | Net TV                        | 0.2              | 0.2              | 0.2              | 0.2              | 0.2              | 0.2              | Al aire pero sin medición | Al aire pero sin medición | Al aire pero sin medición | Al aire pero sin medición | Al aire pero sin medición | Al aire pero sin medición |                  |
| 7.º                           | Bravo TV                      | 0.1              | 0.1              | 0.1              | 0.1              | 0.1              | 0.1              | Al aire pero sin medición | Al aire pero sin medición | Al aire pero sin medición | Al aire pero sin medición | Al aire pero sin medición | Al aire pero sin medición |                  |
| Total de encendido (año 2025) | Total de encendido (año 2025) | 13.9             | 13.9             | 14.6             | 15.9             | 15.6             | 16.9             | 15.8                      |                           |                           |                           |                           |                           |                  |

| 1 | Televisión Pública | Final de la Copa América Chile 2015              | Deportivo       | 4 de julio de 2015       | 2.ª | 45.8 | [ 95 ]  |
| 2 | Televisión Pública | Semifinal de la Copa América Chile 2015 (#2)     | Deportivo       | 30 de junio de 2015      | PT  | 42.9 | [ 96 ]  |
| 3 | Televisión Pública | Argentina vs. Colombia (Copa América Chile 2015) | Deportivo       | 26 de junio de 2015      | PT  | 39.3 | [ 97 ]  |
| 4 | Televisión Pública | Argentina vs. Uruguay (Copa América Chile 2015)  | Deportivo       | 16 de junio de 2015      | 2.ª | 35.5 | [ 98 ]  |
| 4 | Televisión Pública | Argentina vs. Paraguay (Copa América Chile 2015) | Deportivo       | 13 de junio de 2015      | 2.ª | 35.5 | [ 99 ]  |
| 6 | Televisión Pública | River vs. Boca (Primera División 2015)           | Deportivo       | 13 de septiembre de 2015 | 2.ª | 33.6 | [ 100 ] |
| 7 | Televisión Pública | Argentina vs. Jamaica (Copa América Chile 2015)  | Deportivo       | 20 de junio de 2015      | 2.ª | 32.6 | [ 101 ] |
| 7 | Televisión Pública | Boca vs. River (Primera División 2015)           | Deportivo       | 3 de mayo de 2015        | 2.ª | 32.6 | [ 102 ] |
| 9 | Canal 13           | Showmatch (programa #1)                          | Entretenimiento | 11 de mayo de 2015       | PT  | 31.5 | [ 103 ] |
| 10 | Canal 13           | Showmatch (programa #2)                          | Entretenimiento | 12 de mayo de 2015       | PT  | 27.9 | [ 104 ] |
| 10 | Televisión Pública | Boca vs. River (Libertadores 2015 - ida)         | Deportivo       | 14 de mayo de 2015       | PT  | 27.9 | [ 105 ] |
| 12 | Canal 13           | Showmatch (programa final)                       | Entretenimiento | 12 de mayo de 2015       | PT  | 26.8 | [ 106 ] |
| 13 | Canal 13           | Las mil y una noches (capítulo final)            | Telenovela      | 9 de septiembre de 2015  | PT  | 25.8 | [ 107 ] |
| 14 | Canal 13           | Showmatch (programa #29)                         | Entretenimiento | 29 de junio de 2015      | PT  | 24.5 | [ 108 ] |
| 15 | Canal 13           | Las mil y una noches (capítulo #155)             | Telenovela      | 3 de septiembre de 2015  | PT  | 24.3 | [ 109 ] |
| 16 | Televisión Pública | Boca vs. River (Libertadores 2015 - vuelta)      | Deportivo       | 7 de mayo de 2015        | PT  | 24.1 | [ 110 ] |
| 17 | Canal 13           | Las mil y una noches (capítulo #154)             | Telenovela      | 2 de septiembre de 2015  | PT  | 23.9 | [ 111 ] |
| 17 | Canal 13           | Las mil y una noches (capítulo #158)             | Telenovela      | 7 de septiembre de 2015  | PT  | 23.9 | [ 112 ] |
| 19 | Canal 13           | Las mil y una noches (capítulo #159)             | Telenovela      | 8 de septiembre de 2015  | PT  | 23.4 | [ 113 ] |
| 20 | Canal 13           | 45.º Premios Martín Fierro (televisión)          | Ceremonia       | 14 de junio de 2015      | PT  | 23.1 | [ 114 ] |
| 20 | Televisión Pública | Semifinal de la Copa América Chile 2015 (#1)     | Deportivo       | 29 de junio de 2015      | PT  | 23.1 | [ 108 ] |
| Datos de Kantar Ibope Media; correspondiente a la plaza GBA — Target: total hogares — Franja horaria de 12 a 24 hs. |                    |                                                  |                 |                          |     |      |         |

### 2016
La marca más alta del año la consiguió Showmatch, en la apertura de la 27.ª temporada, con 34.6 puntos. La segunda y tercera marca más alta fueron logradas por el fútbol: 32.1 para la Final de la Copa América Centenario 2016, y 31.2 para el superclásico de diciembre, que transmitió en exclusiva eltrece. El podio de las veinte emisiones más vistas del año es completado por capítulos de Moisés y los diez mandamientos, partidos del seleccionado local y del certamen doméstico argentino, y por la primera emisión del programa de Susana Giménez.
El ciclo más visto del año fue Moisés y los diez mandamientos con un promedio de 17.3 puntos, siguió Showmatch con 16.9, Educando a Nina con 16.0, Susana Giménez con 15.8, y Periodismo para todos con 14.5, sin contabilizar ninguna transmisión deportiva. El 31 de diciembre, la televisión abierta midió el encendido más bajo en años, al promediar 9.9 puntos entre los cinco canales.
| 1 | Canal 13           | Showmatch (programa #1)                              | Entretenimiento | 30 de mayo de 2016      | PT  | 34.6 | [ 118 ] |
| 2 | Televisión Pública | Final de la Copa América Centenario 2016             | Deportivo       | 26 de junio de 2016     | PT  | 32.1 | [ 119 ] |
| 3 | Canal 13           | River vs. Boca (Primera División 2016-17)            | Deportivo       | 11 de diciembre de 2016 | 2.ª | 31.2 | [ 120 ] |
| 4 | Telefe             | Moisés y los diez mandamientos (edición especial)    | Telenovela      | 17 de noviembre de 2016 | PT  | 26.8 | [ 121 ] |
| 5 | Canal 13           | Showmatch (programa final)                           | Entretenimiento | 19 de diciembre de 2016 | PT  | 26.5 | [ 122 ] |
| 6 | Canal 13           | Final de la Copa Argentina 2015-16                   | Deportivo       | 15 de diciembre de 2016 | PT  | 25.8 | [ 123 ] |
| 7 | Telefe             | Moisés y los diez mandamientos (capítulo #163)       | Telenovela      | 9 de noviembre de 2016  | PT  | 24.9 | [ 124 ] |
| 8 | Televisión Pública | Estados Unidos vs. Argentina (Copa América USA 2016) | Deportivo       | 21 de junio de 2016     | PT  | 24.5 | [ 125 ] |
| 8 | Telefe             | Susana Giménez (programa #1)                         | Talk show       | 3 de julio de 2016      | PT  | 24.5 | [ 126 ] |
| 10 | Telefe             | Moisés y los diez mandamientos (capítulo #164)       | Telenovela      | 10 de noviembre de 2016 | PT  | 24.3 | [ 127 ] |
| 11 | Canal 13           | 46.º Premios Martín Fierro (televisión)              | Ceremonia       | 15 de mayo de 2016      | PT  | 23.7 | [ 114 ] |
| 12 | Canal 13           | Showmatch (programa #2)                              | Entretenimiento | 31 de mayo de 2016      | PT  | 23.6 | [ 128 ] |
| 13 | Televisión Pública | Argentina vs. Bolivia (Eliminatorias 2018)           | Deportivo       | 29 de marzo de 2016     | PT  | 22.8 | [ 129 ] |
| 14 | Telefe             | Moisés y los diez mandamientos (ed. esp. - previa)   | Telenovela      | 17 de noviembre de 2016 | PT  | 22.6 | [ 130 ] |
| 15 | Canal 13           | Showmatch (programa #114)                            | Entretenimiento | 14 de diciembre de 2016 | PT  | 22.5 | [ 131 ] |
| 16 | Televisión Pública | Argentina vs. Venezuela (Copa América USA 2016)      | Deportivo       | 18 de junio de 2016     | PT  | 22.4 | [ 132 ] |
| 17 | Canal 13           | River vs. Independiente (Primera División 2016)      | Deportivo       | 29 de febrero de 2016   | PT  | 22.3 | [ 133 ] |
| 18 | Telefe             | Moisés y los diez mandamientos (ed. esp. - post)     | Telenovela      | 17 de noviembre de 2016 | PT  | 22.2 | [ 130 ] |
| 19 | Canal 13           | Showmatch (programa #3)                              | Entretenimiento | 2 de junio de 2016      | PT  | 22.1 | [ 134 ] |
| 20 | Canal 13           | Final de la Copa Argentina 2015-16 (post partido)    | Deportivo       | 15 de diciembre de 2016 | PT  | 22.0 | [ 123 ] |
| Datos de Kantar Ibope Media; correspondiente a la plaza GBA — Target: total hogares — Franja horaria de 12 a 24 hs. |                    |                                                      |                 |                         |     |      |         |

### 2017
En un año en que el promedio de encendido cayó tres puntos, la marca más alta fue de la transmisión del superclásico de mayo, que emitió Telefe, que promedió 32.8. Segundo, quedó el partido entre Argentina y Ecuador, último de las eliminatorias para Rusia 2018, con 29.6, transmitido por la Televisión Pública. La segunda y tercera marca más alta fueron logradas por el fútbol: 32.1 para la Final de la Copa América Centenario 2016, y 31.2 para el superclásico de diciembre, que transmitió en exclusiva eltrece. El podio de las veinte emisiones más vistas del año es completado por capítulos de Moisés y los diez mandamientos, partidos del seleccionado local y del certamen doméstico argentino, y por la primera emisión del programa de Susana Giménez.
El ciclo más visto del año fue Showmatch, con un promedio de 17.8 puntos (aumentando la marca 0.9 respecto a la temporada anterior), seguido por Moisés y los Diez Mandamientos con 15.2, Las Estrellas que marcó 15.0, Susana Giménez con 13.6, y Periodismo para todos con 13.4, sin contabilizar ninguna transmisión deportiva.

### 2018
Por séptimo año consecutivo, Telefe se impuso como el canal más visto de la televisión argentina. En el año, lo más visto fueron los partidos de Rusia 2018, que logró grandes marcas, con un histórico 45.3 para la eliminación del seleccionado argentino contra el francés. En lo que a programación no deportiva se refiere, el ciclo más visto del año fue La Voz Argentina, con 16.9 puntos de rating promedio. Segundo, se ubicó 100 días para enamorarse con 15.1, seguido por los Especiales de Susana Giménez, con 14.8. El cuarto y quinto puesto también son producciones de Telefe, con Sandro de América que midió 14.7 y Bake Off Argentina, con 13.8. Por primera vez, Showmatch, por eltrece, quedó fuera de los cinco ciclos más vistos, en sexto lugar, promediando 13.6 puntos de rating.

### 2020 y 2021
En marzo de 2020 explotó en el mundo la alerta sanitaria con la pandemia por COVID-19. El 19 de marzo, el presidente Alberto Fernández salió al aire por cadena nacional declarando la prohibición a la ciudadanía de abandonar sus hogares, salvo para la compra de víveres. El anuncio, que inició la cuarentena, marcó un aumentó en el encendido televisivo, sobre todo en televisión abierta. Según Kantar Ibope, el encendido total alcanzó los 53.6 puntos, creciendo el rating en hogares un 31% y el Average Time Spent del visionado en un 30%. Los noticieros del primetime, destacándose Telefe Noticias y Telenoche lograron marcas que hacía tiempo no conseguían.
La temporada televisiva se vio afectada por las suspensiones de producciones, los protocolos para estar al aire y demás restricciones. Se debieron parar tiras de ficción (como el caso de Separadas) y hasta programas tradicionales como Showmatch no pudieron estrenarse. Sin embargo, Telefe apostó a fin de año por la versión «famosa» del clásico Masterchef, siendo el gran éxito del año: consiguió un promedio general de 17.0 puntos, tocando los 25 de promedio en la final, números que hacía años no se marcaron en programas no deportivos.
Debido al éxito de la primera temporada, en 2021 estrenó la segunda. La continuación finalizó con un mejor promedio: 19.6, y logró un rating de 27.3 puntos de media en la final —la marca más alta en casi dos años en televisión abierta—, con picos de casi 31.0.

### 2022
Entre noviembre y diciembre de disputó la Copa Mundial de la FIFA, lo que arrojó marcas de rating histróricas para la pantalla local. Como se detalla en la lista de audiencias, los siete partidos del seleccionado argentino superaron los 30.0 puntos, que si se le suman las marcas de la televisión por cable, superan los 60.0. Dentro del top 10, con 22.2 ingresa una gala de Gran Hermano 2022 y la 50.º entrega de los Premios Martín Fierro, que midió 22.0.
Sin considerar los eventos deportivos, los 10 programas más vistos fueron de Telefe. Gran Hermano 2022, que regresó tras una década al canal de las pelotitas, fue lo más visto del año con 19.4. Luego, completan el podio: La Voz Argentina, con 14.2 y MasterChef Celebrity 3 con 14.1 puntos de rating.

### 2023
El lunes 9 de enero de 2023, en el marco de una gala de eliminación de la décima temporada de Gran hermano, y la visita del conductor Santiago del Moro a la casa para presentar en vivo una competición para ganar un vehículo, Telefe logró más de 20.0 puntos de diferencia con Canal 13. La versión local de Big Brother promedió 22.4 puntos de rating, convirtiéndose en la emisión más vista del programa hasta el momento, compitiendo directamente con el debut de la segunda temporada de El hotel de los famosos (4.8 puntos, 22:30, Canal 13). Esta ventaja, entre otras registradas en el día, le permiteron a Telefe obtener la mayor ventaja de su historia —hasta el momento— frente a Canal 13, 11.4 a 3.8 en el promedio general de 12 a 24 horas, según Kantar Ibope Media.
Un mes después, Telefe puso al aire otra gala de Gran hermano, junto al estreno de un nuevo reality, The Challenge Argentina. Las emisiones promediaron en el prime time 25.6 y 20.1, con picos de 28.0 y 22.6 respectivamente, logrando posicionar al canal primero con 13.0 puntos de promedio diario, logrando superar la marca de diferencia: 8.7 puntos sobre Canal 13.

## Elratingen los mundiales de fútbol
Según un estudio de la agencia Quiroga Medios, el índice de audiencia promedio de los partidos de Argentina, en los mundiales evaluados —'98, 2006 y 2010— estuvo entre 51 y 73 puntos en hogares, y entre 32 y 47 puntos en personas. A su vez, destaca que un partido de Argentina alcanza típicamente una cobertura del 65% en hogares y 38% en total individuos. Un partido de mucho interés para el telespectador argentino, en el que no juega la selección nacional de dicho país, suele tener una cobertura del 30% en hogares y 14% de las personas. En cambio, un encuentro de poco interés para los argentinos tiende a ser visto por el 10% de los hogares y un 5% de los individuos.
| Transmisión | Transmisión        | Transmisión        | Transmisión        | Transmisión        | Transmisión        | Transmisión     | Transmisión     | Transmisión | Transmisión |
| Mundial     | Televisión abierta | Televisión abierta | Televisión abierta | Televisión abierta | Televisión abierta | Televisión paga | Televisión paga | Ref.        |             |
| Mundial     | América            | TVP                | Canal 9            | Telefe             | Canal 13           | TyC Sports      | DirecTV Sports  | Ref.        |             |
| ----------- | ------------------ | ------------------ | ------------------ | ------------------ | ------------------ | --------------- | --------------- | ----------- | ----------- |
| 1978        |                    |                    |                    |                    |                    | —               | —               |             |             |
| 1982        |                    |                    |                    |                    |                    | —               | —               | [ 148 ]     |             |
| 1986        |                    |                    |                    |                    |                    | —               | —               | [ 149 ]     |             |
| 1990        |                    |                    |                    |                    |                    | —               | —               |             |             |
| 1994        |                    |                    |                    |                    |                    | —               | —               | [ 150 ]     |             |
| 1998        |                    |                    |                    |                    |                    |                 | —               |             |             |
| 2002        |                    |                    |                    |                    |                    |                 |                 |             |             |
| 2006        |                    |                    |                    |                    |                    |                 |                 |             |             |
| 2010        |                    |                    |                    |                    |                    |                 |                 |             |             |
| 2014        |                    |                    |                    |                    |                    |                 |                 |             |             |
| 2018        |                    |                    |                    |                    |                    |                 |                 |             |             |
| 2022        |                    |                    |                    |                    |                    |                 |                 |             |             |

Los siguientes datos corresponden a mediciones en señales de televisión abierta, transmitidos en multicast por varias señales. Sin embargo, si se quisiera analizar el rating final de cada partido se debería contar la audiencia en que algunos certámenes consiguieron señales de televisión por cable —como es el caso de TyC Sports en Brasil 2014—, y los canales exclusivos de DirecTV, presente en las últimas Copas Mundiales de la FIFA.

### Italia 1990
| 1 | Argentina vs. Alemania (Final)              | 8 de julio de 1990  | 15:00 | 80.0 | 80.0 | [ 151 ] |
| 2 | Argentina vs. Yugoslavia (Cuartos de final) | 30 de junio de 1990 | 12:00 | 75.6 | 75.6 | [ 151 ] |
| 3 | Argentina vs. Italia (Semifinal)            | 3 de julio de 1990  | 15:00 | 72.8 | 72.8 | [ 151 ] |
| 4 | Argentina vs. Brasil (Octavos de final)     | 24 de junio de 1990 | 12:00 | 70.2 | 70.2 | [ 151 ] |

### Estados Unidos 1994
| 1 | Argentina vs. Bulgaria (Fase de grupos) | 30 de junio de 1994 | 17:00 | ? | ? | ? | ? | 64.1 | [ 54 ] |

### Francia 1998
| 1 | Argentina vs. Inglaterra (Octavos de final) | 30 de junio de 1998 | 17:00 | 28.6 | 24.6 | 8.8 | 62.0 | [ 54 ] |
| 2 | Argentina vs. Jamaica (Fase de grupos)      | 21 de junio de 1998 | 12:30 |      |      |     | 46.0 |        |

### Corea–Japón 2002
| 1 | Argentina vs. Inglaterra (Fase de grupos) | 7 de junio de 2002  | 08:30 | 37.1 | 19.6 | 56.7 | [ 152 ] |
| 2 | Argentina vs. Nigeria (Fase de grupos)    | 2 de junio de 2002  | 02:30 | 28.4 | 20.4 | 48.8 | [ 153 ] |
|   | Argentina vs. Suecia (Fase de grupos)     | 12 de junio de 2002 | 03:30 | ?    | ?    | ?    |         |

### Alemania 2006
| 1 | Argentina vs. México (Octavos de final)            | Sábado 24 de junio de 2006    | 16:00 | 34.9 | 28.6 | 6.4  | 3.3 | 73.2 | [ 154 ] |
| 2 | Argentina vs. Países Bajos (Fase de grupos)        | Miércoles 21 de junio de 2006 | 16:00 | 32.2 | 26.5 | 10.2 | 3.0 | 71.9 | [ 154 ] |
| 3 | Argentina vs. Alemania (Cuartos de final)          | Viernes 30 de junio de 2006   | 12:00 | 33.7 | 25.4 | 8.7  | 2.8 | 70.6 | [ 154 ] |
| 4 | Argentina vs. Serbia y Montenegro (Fase de grupos) | Viernes 16 de junio de 2006   | 10:00 | 31.9 | 25.2 | 9.0  | 3.4 | 69.5 | [ 154 ] |
| 5 | Argentina vs. Costa de Marfil (Fase de grupos)     | Sábado 10 de junio de 2006    | 16:00 | 23.6 | 31.1 | 9.3  | 4.8 | 68.8 | [ 154 ] |

### Sudáfrica 2010
| 1 | Argentina vs. Alemania (Cuartos de final)    | Sábado 3 de julio de 2010   | 11:00 | 53.1 | 14.3 | 67.4 | [ 57 ]         |
| 2 | Argentina vs. Grecia (Fase de grupos)        | Martes 22 de junio de 2010  | 15:30 | 52.1 | 13.2 | 65.3 | [ 155 ] [ 61 ] |
| 3 | Argentina vs. México (Octavos de final)      | Domingo 27 de junio de 2010 | 17:30 | 49.0 | 14.3 | 63.3 | [ 57 ]         |
| 4 | Argentina vs. Nigeria (Fase de grupos)       | Sábado 12 de junio de 2010  | 12:00 | 47.9 | 15.3 | 63.2 | [ 156 ]        |
| 5 | Argentina vs. Corea del Sur (Fase de grupos) | Jueves 17 de junio de 2010  | 08:30 | 47.1 | 15.5 | 62.6 | [ 157 ]        |
| 6 | España vs. Países Bajos (Final)              | Domingo 13 de julio de 2010 | 15:30 | 37.9 | 12.9 | 50.8 | [ 158 ]        |

### Brasil 2014
| 1  | Argentina vs. Bélgica (Cuartos de final)            | Sábado 5 de julio de 2014     | 13:00 | 42.7 | 42.7 | [ 159 ] |
| 2  | Argentina vs. Países Bajos (Semifinal)              | Miércoles 9 de julio de 2014  | 17:00 | 41.6 | 41.6 | [ 160 ] |
| 3  | Argentina vs. Suiza (Octavos de final)              | Martes 1 de julio de 2014     | 13:00 | 40.7 | 40.7 | [ 161 ] |
| 4  | Brasil vs. Alemania (Semifinal)                     | Martes 8 de julio de 2014     | 17:00 | 40.2 | 40.2 | [ 162 ] |
| 5  | Argentina vs. Alemania (Final)                      | Domingo 13 de julio de 2014   | 13:00 | 39.9 | 39.9 | [ 163 ] |
| 6  | Argentina vs. Nigeria (Fase de grupos)              | Miércoles 25 de junio de 2014 | 13:00 | 37.7 | 37.7 | [ 164 ] |
| 7  | Argentina vs. Irán (Fase de grupos)                 | Sábado 21 de junio de 2014    | 13:00 | 35.5 | 35.5 | [ 165 ] |
| 8  | Brasil vs. Chile (Octavos de final)                 | Sábado 28 de junio de 2014    | 13:00 | 35.1 | 35.1 | [ 166 ] |
| 9  | Países Bajos vs. Costa Rica (Cuartos de final)      | Sábado 5 de julio de 2014     | 17:00 | 34.9 | 34.9 | [ 159 ] |
| 10 | Argentina vs. Bosnia y Herzegovina (Fase de grupos) | Domingo 15 de junio de 2014   | 19:00 | 32.0 | 32.0 | [ 167 ] |

### Rusia 2018
El partido entre el seleccionado local y el francés, que luego se coronó campeón, promedió 45.3 puntos de rating, con picos de 49.5. Fue, por lejos, lo más visto del año, y estuvo a 0.6 de alcanzar otra marca sideral de la emisora estatal (conseguida en 2015, con la final de la Copa América). La transmisión registró un 80.0% de porcentaje de audiencia, considerándose una marca histórica. Si se le sumase el promedio conseguido por el canal de cable TyC Sports, el partido promedió 59.8 puntos de rating. En tanto, las demás emisoras de televisión abierta sumadas no superaron los 2.0 puntos de media.
| 1  | Argentina vs. Francia (Octavos de final)                      | 30 de junio de 2018 | 11:00 | 45.3 | 45.3 | [ 169 ] |
| 2  | Argentina vs. Nigeria (Fase de grupos - fecha 3)              | 26 de junio de 2018 | 15:00 | 40.5 | 40.5 | [ 169 ] |
| 3  | Argentina vs. Islandia (Fase de grupos - fecha 1)             | 15 de junio de 2018 | 10:00 | 38.7 | 38.7 | [ 170 ] |
| 4  | Argentina vs. Croacia (Fase de grupos - fecha 2)              | 21 de junio de 2018 | 15:00 | 36.2 | 36.2 | [ 169 ] |
| 5  | Francia vs. Croacia (Final)                                   | 15 de julio de 2018 | 12:00 | 30.8 | 30.8 | [ 169 ] |
| 6  | Uruguay vs. Portugal (Octavos de final)                       | 30 de junio de 2018 | 15:00 | 23.7 | 23.7 | [ 169 ] |
| 7  | Rusia vs. Croacia (Cuartos de final)                          | 7 de julio de 2018  | 15:00 | 22.7 | 22.7 | [ 169 ] |
| 8  | Rusia vs. Arabia Saudita (Fase de grupos - partido inaugural) | 14 de junio de 2018 | 12:00 | 21.5 | 21.5 | [ 171 ] |
| 9  | Inglaterra vs. Croacia (Semifinal #2)                         | 11 de julio de 2018 | 15:00 | 21.1 | 21.1 | [ 169 ] |
| 10 | Perú vs. Dinamarca (Fase de grupos - fecha 1)                 | 14 de junio de 2018 | 12:00 | 20.4 | 20.4 | [ 172 ] |

### Catar 2022
La final entre el equipo argentino y el combinado francés, en donde la Selección Argentina se coronó campeón después de 36 años, promedió 38.4 puntos de rating, llegando a un pico de 40.9. Con respecto al mundial de Rusia 2018, la emisora estatal sufrió un baja del encendido con respecto al certamen anterior, pero si se les suma el promedio del canal deportivo por cable TyC Sports (promediando 24.6 con picos de 25.2), el partido promedió en total 63 puntos de rating.
| 1  | Argentina vs. Francia (Final)                            | 18 de diciembre de 2022 | 12:00 | 38.4 | 38.4 |  |
| 2  | Países Bajos vs. Argentina (Cuartos de final)            | 9 de diciembre de 2022  | 16:00 | 37.6 | 37.6 |  |
| 3  | Argentina vs. Croacia (Semifinal #1)                     | 13 de diciembre de 2022 | 16:00 | 35.8 | 35.8 |  |
| 4  | Polonia vs. Argentina (Fase de grupos - fecha 3)         | 30 de noviembre de 2022 | 16:00 | 34.5 | 34.5 |  |
| 5  | Argentina vs. México (Fase de grupos - fecha 2)          | 26 de noviembre de 2022 | 16:00 | 34.2 | 34.2 |  |
| 6  | Argentina vs. Arabia Saudita (Fase de grupos - fecha 1)  | 22 de noviembre de 2022 | 07:00 | 34.1 | 34.1 |  |
| 7  | Argentina vs. Australia (Octavos de final)               | 3 de diciembre de 2022  | 16:00 | 30.9 | 30.9 |  |
| 8  | Croacia vs. Brasil (Cuartos de final)                    | 9 de diciembre de 2022  | 12:00 | 20.3 | 20.3 |  |
| 9  | Francia vs. Marruecos (Semifinal #2)                     | 14 de diciembre de 2022 | 16:00 | 18.0 | 18.0 |  |
| 10 | Catar vs. Ecuador (Fase de grupos - partido inaugural)   | 20 de noviembre de 2022 | 13:00 | 16.7 | 16.7 |  |
| 11 | España vs. Alemania (Fase de grupos - fecha 2)           | 27 de noviembre de 2022 | 16:00 | 14.0 | 14.0 |  |
| 12 | Senegal vs. Países Bajos (Fase de grupos - fecha 1)      | 21 de noviembre de 2022 | 13:00 | 13.5 | 13.5 |  |
| 13 | Brasil vs. Suiza (Fase de grupos - fecha 2)              | 28 de noviembre de 2022 | 13:00 | 11.9 | 11.9 |  |
| 14 | Francia vs. Dinamarca (Fase de grupos - fecha 2)         | 26 de noviembre de 2022 | 13:00 | 10.8 | 10.8 |  |
| 15 | Marruecos vs. España (Octavos de final)                  | 6 de diciembre de 2022  | 12:00 | 10.6 | 10.6 |  |
| 16 | Portugal vs. Suiza (Octavos de final)                    | 6 de diciembre de 2022  | 16:00 | 10.4 | 10.4 |  |
| 17 | Inglaterra vs. Senegal (Octavos de final)                | 4 de diciembre de 2022  | 16:00 | 9.6  | 9.6  |  |
| 18 | Croacia vs. Canadá (Fase de grupos - fecha 2)            | 27 de noviembre de 2022 | 13:00 | 8.8  | 8.8  |  |
| 19 | Ghana vs. Uruguay (Fase de grupos - fecha 3)             | 2 de diciembre de 2022  | 12:00 | 8.5  | 8.5  |  |
| 20 | Bélgica vs. Canadá (Fase de grupos - fecha 1)            | 23 de noviembre de 2022 | 16:00 | 8.0  | 8.0  |  |
| 21 | Uruguay vs. Corea del Sur (Fase de grupos - fecha 1)     | 24 de noviembre de 2022 | 10:00 | 7.4  | 7.4  |  |
| 22 | Francia vs. Australia (Fase de grupos - fecha 1)         | 22 de noviembre de 2022 | 16:00 | 7.1  | 7.1  |  |
| 23 | España vs. Costa Rica (Fase de grupos - fecha 1)         | 23 de noviembre de 2022 | 13:00 | 7.0  | 7.0  |  |
| 24 | Inglaterra vs. Estados Unidos (Fase de grupos - fecha 2) | 25 de noviembre de 2022 | 16:00 | 6.0  | 6.0  |  |
| 25 | Catar vs. Senegal (Fase de grupos - fecha 2)             | 25 de noviembre de 2022 | 10:00 | 6.0  | 6.0  |  |
| 26 | Costa Rica vs. Alemania (Fase de grupos - fecha 3)       | 1 de diciembre de 2022  | 16:00 | 5.8  | 5.8  |  |
| 27 | Irán vs. Estados Unidos (Fase de grupos - fecha 3)       | 29 de noviembre de 2022 | 16:00 | 5.4  | 5.4  |  |
| 28 | Australia vs. Dinamarca (Fase de grupos - fecha 3)       | 30 de noviembre de 2022 | 12:00 | 5.0  | 5.0  |  |
| 29 | Serbia vs. Suiza (Fase de grupos - fecha 3)              | 2 de diciembre de 2022  | 16:00 | 4.0  | 4.0  |  |
| 30 | Suiza vs. Camerún (Fase de grupos - fecha 1)             | 24 de noviembre de 2022 | 07:00 | 4.0  | 4.0  |  |
| 31 | Canadá vs. Marruecos (Fase de grupos - fecha 3)          | 1 de diciembre de 2022  | 12:00 | 2.8  | 2.8  |  |
| 32 | Países Bajos vs. Catar (Fase de grupos - fecha 3)        | 29 de noviembre de 2022 | 12:00 | 2.7  | 2.7  |  |